# Corée du Sud
Pour les articles homonymes, voir Corée (homonymie).
République de Corée
(ko) 대한민국 
(ko-Latn) Daehan Minguk 
La Corée du Sud (en coréen : 한국 ; hanja : 韓國 ; RR : Hanguk ), officiellement la république de Corée (en coréen : 대한민국 ; hanja : 大韓民國 ; RR : Daehan Minguk ), est un État souverain d'Asie de l'Est. Il couvre la moitié sud de la péninsule coréenne et borde la Corée du Nord le long de la zone coréenne démilitarisée. Sa frontière occidentale est bordée par la mer Jaune, sa frontière orientale par la mer du Japon et sa frontière méridionale par le détroit de Corée. La république de Corée estime être le seul État légitime de toute la Corée et des îles adjacentes. Elle compte 52,2 millions d'habitants, dont environ la moitié vit dans la région de la capitale Séoul, qui constitue la quatrième aire métropolitaine la plus peuplée au monde. Les autres grandes villes comprennent Incheon, Pusan et Daegu.
La péninsule coréenne était habitée dès le Paléolithique inférieur. Son premier royaume a été mentionné dans les archives chinoises au début du VIIe siècle av. J.-C. Après l'unification des Trois Royaumes de Corée en Silla et Balhae à la fin du VIIe siècle, le pays fut unifié en un seul État par Goryeo (918-1392), suivi de la période Joseon (1392-1897). L'Empire coréen qui leur succéda (1897-1910) fut annexé en 1910 à l'empire du Japon. La domination japonaise a pris fin en 1945 avec la capitulation du Japon à la fin la Seconde Guerre mondiale, après quoi la Corée a été divisée en deux zones : une au Nord occupée par l'Union soviétique et une au Sud occupée par les États-Unis. Après l'échec des négociations sur la réunification, la zone Sud est devenue la république de Corée en août 1948, tandis que la zone Nord est devenue la république populaire démocratique de Corée communiste le mois suivant.
En 1950, une invasion nord-coréenne a déclenché la guerre de Corée, qui s'est terminée en 1953 après de longs combats impliquant le Commandement des Nations unies dirigé par les États-Unis pour soutenir le Sud et l'Armée populaire volontaire de Chine avec l'aide soviétique pour soutenir le Nord. La guerre a fait 3 millions de morts et a laissé l'économie sud-coréenne en ruine. À partir des années 1960, la Corée du Sud a commencé à se relever en enregistrant la croissance économique la plus rapide au monde quant au PIB moyen par habitant. Malgré le manque de ressources naturelles, l'État s'est rapidement développé pour devenir l'un des quatre dragons asiatiques basés sur la mondialisation du commerce international et de l'économie, s'intégrant dans l'économie mondiale avec une industrialisation orientée vers l'exportation. Les manifestations démocratiques de juin 1987 ont mis fin au régime autoritaire et l'État est désormais considéré comme l'une des démocraties les plus avancées d'Asie.
La Corée du Sud est appréhendée comme une puissance régionale et possède une économie développée. Elle est classée au treizième rang mondial quant au PIB nominal et au quatorzième rang quant au PIB (PPA). Ces dernières années, elle est confrontée à une population vieillissante et au taux de natalité le plus bas au monde. Les Sud-Coréens bénéficient de l'une des vitesses de connexion Internet les plus rapides au monde et des réseaux ferroviaires à grande vitesse parmi les plus denses. L'État est le neuvième exportateur et le neuvième importateur mondial. Ses forces armées sont classées parmi les armées les plus puissantes du monde, avec la deuxième plus grande armée permanente au monde quant au personnel militaire et paramilitaire. Au XXIe siècle, la Corée du Sud est réputée pour sa culture populaire influente à l'échelle mondiale, en particulier dans la musique, les séries télévisées et le cinéma. Ce phénomène est appelé la Hallyu. La Corée du Sud est membre du Comité d'aide au développement de l'OCDE, du G20, de l'IPEF et du club de Paris.

## Étymologie
Le nom que les Sud-Coréens donnent à leur pays est Hanguk, qui signifie littéralement « Pays des Han » (en hangeul : 한국 ; en hanja : 韓國), du nom des populations de la Préhistoire de la Corée qui habitaient le sud de la péninsule (à ne pas confondre avec les Han chinois).
Le pays est surnommé le Pays du matin frais (Joseon, 朝鮮), généralement mal traduit par Pays du Matin calme.
Daehan Minguk est également utilisé, qui signifie « république de Corée », littéralement République des Grands Han (대한민국 ; 大韓民國).

## Géographie

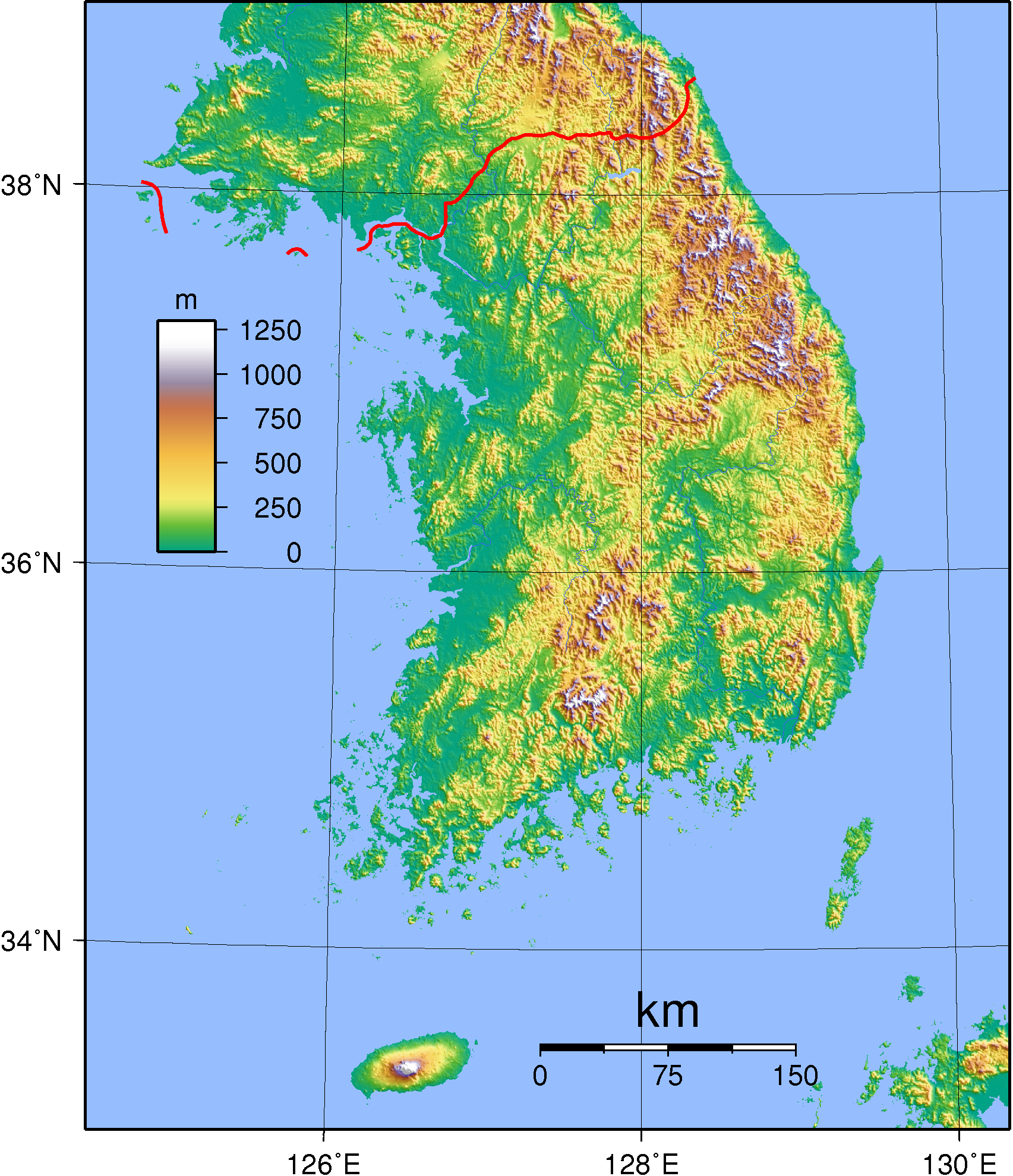
Carte topographique de la Corée du sud.

La péninsule de Corée est baignée à l'ouest par la mer Jaune, au sud par le détroit de Corée et à l'est par la mer du Japon (appelée Donhae en Corée qui signifie « mer de l'Est »). La surface de la Corée du Sud couvre environ deux fois et demie celle de la Suisse.
Large en moyenne de 200 km, le territoire sud-coréen est composé à 70 % de montagnes, orientées dans l'axe nord-sud, ce qui rend les communications est-ouest difficiles. Le volcan Halla (Hallasan), sur l'île de Jeju, est le point culminant de la Corée du Sud, à 1 950 m d'altitude. Aucun volcanisme n'est actif en Corée, qui ne subit quasiment aucun tremblement de terre, pas même de faible ampleur. Sur le continent, le mont Jiri (Jirisan) à 1 915 m et le mont Seorak (Seoraksan) à 1 708 m sont les points culminants du pays. La chaîne du mont Seorak, très proche de la côte Est, fait barrage aux entrées maritimes depuis la mer du Japon et produit des hivers secs et froids sur le versant Ouest. Le versant Est subit de temps à autre des typhons venus de la mer du Japon. Sur cette face Est, les terrains sont profondément ravinés par les précipitations importantes, des galets constituent les lits des torrents et rivières. Le versant Ouest, peu érodé, présente des collines douces et des plaines agricoles aux sols riches. La côte est très découpée, parsemée de nombreux îlots et îles. Les plages de la côte Est sont très appréciées ; par ailleurs la rencontre de deux courants marins au large des côtes rend ces eaux très poissonneuses.
Sur le plan géologique, le socle de la péninsule, constitué de gneiss du Précambrien, est recouvert par les sédiments et le granit du Mésozoïque (ère secondaire) et par des sédiments du Quaternaire.

### Provinces
La Corée du Sud est divisée en neuf provinces (do, 도, 道), six villes métropolitaines (gwangyeoksi, 광역시, 廣域市), et deux villes spéciales, la capitale Séoul et Sejong (teukbyeolsi, 특별시, 特別市). Administrativement, les villes ont le même statut que les provinces. Elles sont marquées par une étoile dans la liste suivante :
|                                                | Nom                          | Hangul                       | Hanja                        |
| Ville spéciale (Teukbyeolsi)                   | Ville spéciale (Teukbyeolsi) | Ville spéciale (Teukbyeolsi) | Ville spéciale (Teukbyeolsi) |
| ---------------------------------------------- | ---------------------------- | ---------------------------- | ---------------------------- |
| 1                                              | Séoul                        | 서울특별시                   | 서울特別市                   |
| Ville métropolitaine (Gwangyeoksi)             |                              |                              |                              |
| 2                                              | Pusan                        | 부산광역시                   | 釜山廣域市                   |
| 3                                              | Daegu                        | 대구광역시                   | 大邱廣域市                   |
| 4                                              | Incheon                      | 인천광역시                   | 仁川廣域市                   |
| 5                                              | Gwangju                      | 광주광역시                   | 光州廣域市                   |
| 6                                              | Daejeon                      | 대전광역시                   | 大田廣域市                   |
| 7                                              | Ulsan                        | 울산광역시                   | 蔚山廣域市                   |
| Ville autonome spéciale (Teukbyeoljachisi)     |                              |                              |                              |
| 8                                              | Sejong                       | 세종특별자치시               | 世宗特別自治市               |
| Provinces                                      |                              |                              |                              |
| 9                                              | Gyeonggi                     | 경기도                       | 京畿道                       |
| 10                                             | Chungcheong du Nord          | 충청북도                     | 忠淸北道                     |
| 11                                             | Chungcheong du Sud           | 충청남도                     | 忠淸南道                     |
| 12                                             | Jeolla du Nord               | 전라북도                     | 全羅北道                     |
| 13                                             | Jeolla du Sud                | 전라남도                     | 全羅南道                     |
| 14                                             | Gyeongsang du Nord           | 경상북도                     | 慶尙北道                     |
| 15                                             | Gyeongsang du Sud            | 경상남도                     | 慶尙南道                     |
| Province autonome spéciale (Teukbyeoljachi-do) |                              |                              |                              |
| 16                                             | Gangwon                      | 강원특별자치도               | 江原特別自治道               |
| 17                                             | Jeju                         | 제주특별자치도               | 濟州特別自治道               |

### Principales villes
Le niveau de vie a grandement augmenté en Corée du Sud, concomitamment à la croissance du nombre de citadins : 28 % de la population en 1961, 81,6 % en 2016.
Sur les 50,5 millions de Sud-Coréens, la moitié — 25,6 millions — vivent dans la mégapole de Séoul dont 10,3 dans la capitale même. Son métro la relie à des villes comme Suwon au sud ou Gimpo (aéroport intérieur) et surtout Incheon à l’ouest (la liaison avec l’aéroport international a été bouclée en 2006).
Si le pays a une densité très élevée, les principales villes se trouvent sur un axe nord-ouest / sud-est, entre Séoul-Incheon et Pusan en passant par Daejeon et Daegu. Le quart nord-est du pays ne compte que Chuncheon comme grande ville, sans que celle-ci rayonne vraiment sur la région.
Daejeon s’impose comme un nœud de circulation vital : les deux premières lignes de train à grande vitesse de Corée du Sud, le KTX, inauguré en 2004, passent par cette ville :
- l’axe Séoul-Daejeon-Pusan ;
- un axe sud-ouest reliant Daejeon Ouest à Mokpo et Gwangju, la principale ville du sud-ouest, mais sans traverser directement Jeonju.

Villes ayant plus de 750 000 habitants en 2016 (intra-muros) :
- Séoul (10 349 312)
- Pusan (3 678 555)
- Incheon (2 628 000)
- Daegu (2 566 540)
- Daejeon (1 475 221)
- Gwangju (1 416 938)
- Suwon (1 242 724)
- Goyang (1 073 069)
- Seongnam (1 031 935)
- Ulsan (962 865)
- Bucheon (850 731)

### Transports
Plusieurs moyens de transport sont possibles pour se déplacer au centre-ville, comme le taxi, le bus ou le métro.
Pour ça, une carte de transport rechargeable a été mise en place. 

## Environnement

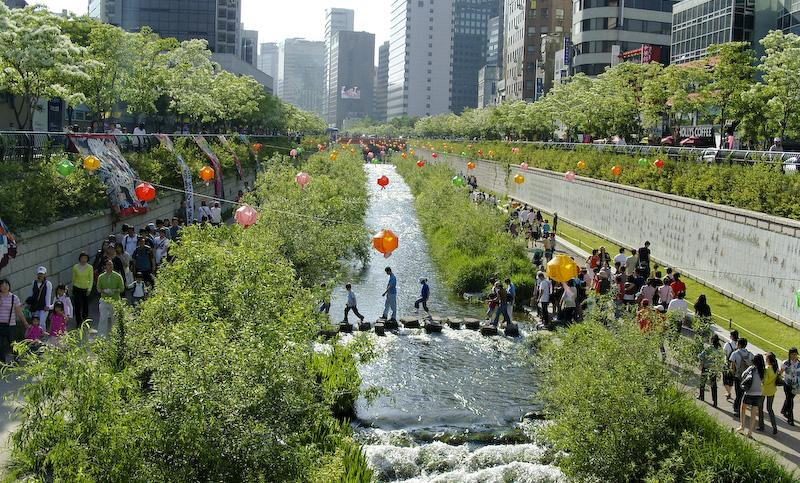
Cheonggyecheon.

Des mouvements de défense de l'environnement se sont développés en Corée du Sud depuis les années 1980.
La Corée du Sud est le pays de l'OCDE où la qualité environnementale, en particulier la qualité de l'air, est la pire en 2018. L'exposition annuelle aux particules a augmenté en moyenne de 4 % entre 2005 et 2013 à cause des vents de sable et de pollution venant de la Chine.

Dans le parc national de Sobaeksan en Corée du Sud. Décembre 2017.

### Faune et flore
Le tigre, qui aurait disparu du sud de la Corée en 1922, a été réintroduit en Corée du Sud en 1986. Par ailleurs, l'hibiscus syriacus (Mugunghwa en coréen) est un des emblèmes du pays, cette fleur étant originaire de la Corée.

### Catastrophes écologiques
Le 7 décembre 2007, la collision d'une barge appartenant à Samsung Heavy Industries avec un pétrolier hongkongais au mouillage, le Hebei Spirit, a causé la plus grave marée noire qu'ait connue la Corée du Sud.

## Histoire

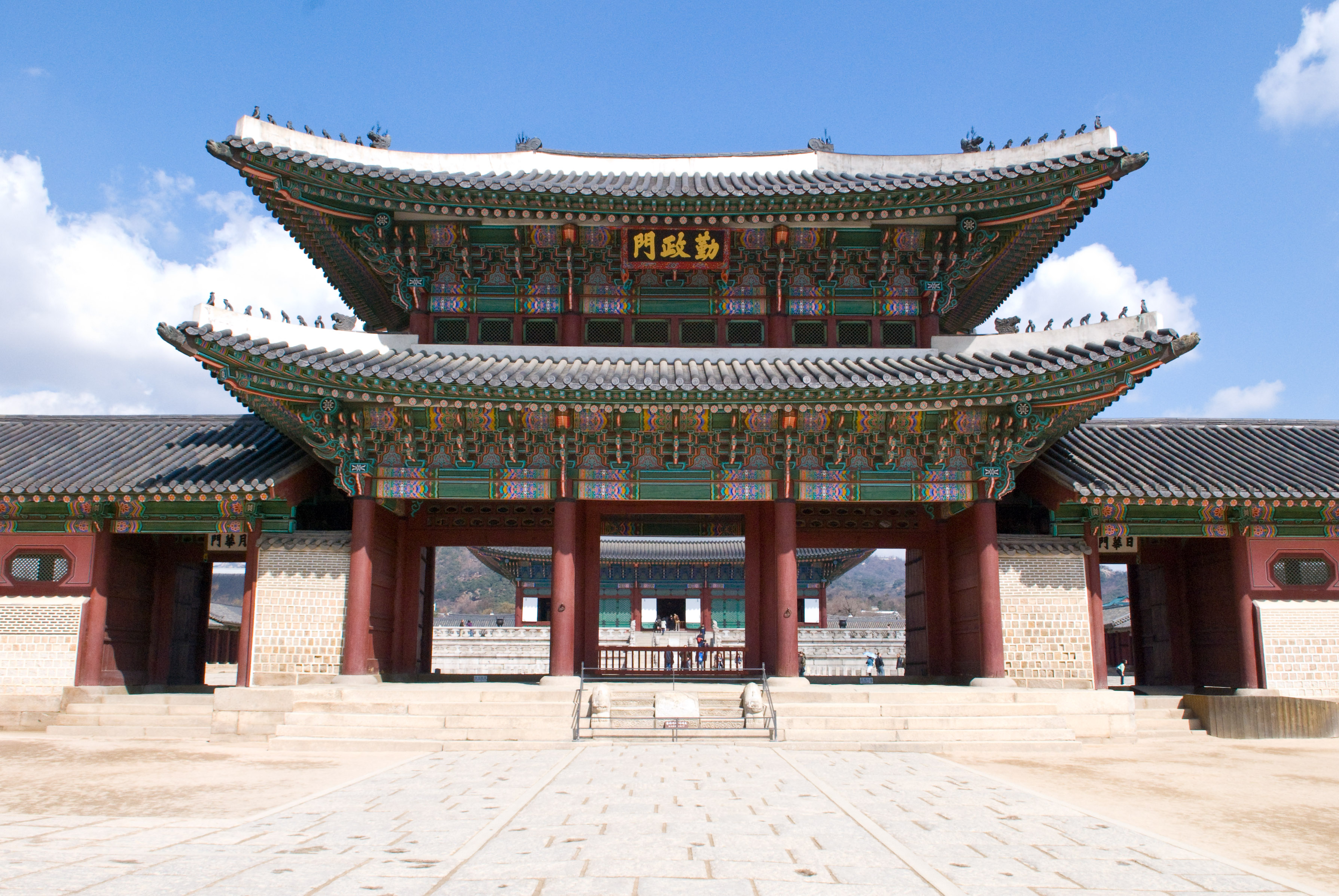
Gyeongbokgung est un palais royal situé au Nord de Séoul en Corée du Sud.

Les premières migrations de peuplades néolithiques dans la péninsule coréenne remontent au IIIe millénaire av. J.-C.,. [Pour le royaume légendaire, voir l'article Période Gojoseon]. Depuis lors, ce pays a survécu tant bien que mal entre la Chine et le Japon sans toutefois perdre son identité. La Corée garde encore une culture riche qui a son caractère propre.
La division contemporaine de la Corée remonte aux suites de l’occupation japonaise commencée à partir de 1905.[réf. nécessaire] À la fin de la Seconde Guerre mondiale en 1945, la Corée a été divisée en deux zones par les puissances mondiales, les États-Unis et l'URSS. En 1948, le Sud et le Nord se constituèrent chacun en un État indépendant, un Nord communiste, et un Sud sous influence américaine. En 1949, l’armée sud-coréenne a réprimé férocement un soulèvement paysan sur l'île de Jeju, tuant entre 14 000 et 60 000 personnes,. La guerre de Corée commença en juin 1950, le Sud était soutenu par les États-Unis et le Nord par la Chine. L'armistice de Panmunjeom (signé en 1953) met fin aux combats. Mais à ce jour, la guerre n'est toujours pas officiellement terminée. Depuis, la péninsule est divisée par une zone démilitarisée (DMZ) aux alentours du 38e parallèle, qui est, paradoxalement, la plus militarisée au monde.
Après la guerre, la république de Corée, régime autoritaire sous le gouvernement autocratique de Syngman Rhee (qui met en place le principe de l'Ilminisme), puis sous la dictature de Park Chung-hee, a connu une croissance économique rapide (à travers le mouvement Saemaul) faisant d'un pays du tiers-monde un des Quatre dragons asiatiques. Park est assassiné le 26 octobre 1979.
C’est dans les années 1980 que des manifestations ont mis fin à la dictature pour installer un pouvoir démocratique. Le 18 mai 1980 à Gwangju, des centaines, voire des milliers de manifestants, étudiants, syndicalistes, sont tués pendant les neuf jours de répression organisés par le régime sud-coréen. La première élection présidentielle au suffrage universel direct se déroule en 1987. Élu en 1997, Kim Dae-jung est le premier président symbolisant une véritable alternance démocratique.
En 1997, comme les autres pays asiatiques, la Corée du Sud fait face à un afflux massif de capitaux étrangers qui se retirent ensuite, déstabilisant la monnaie, puis l'économie du pays.

## Politique

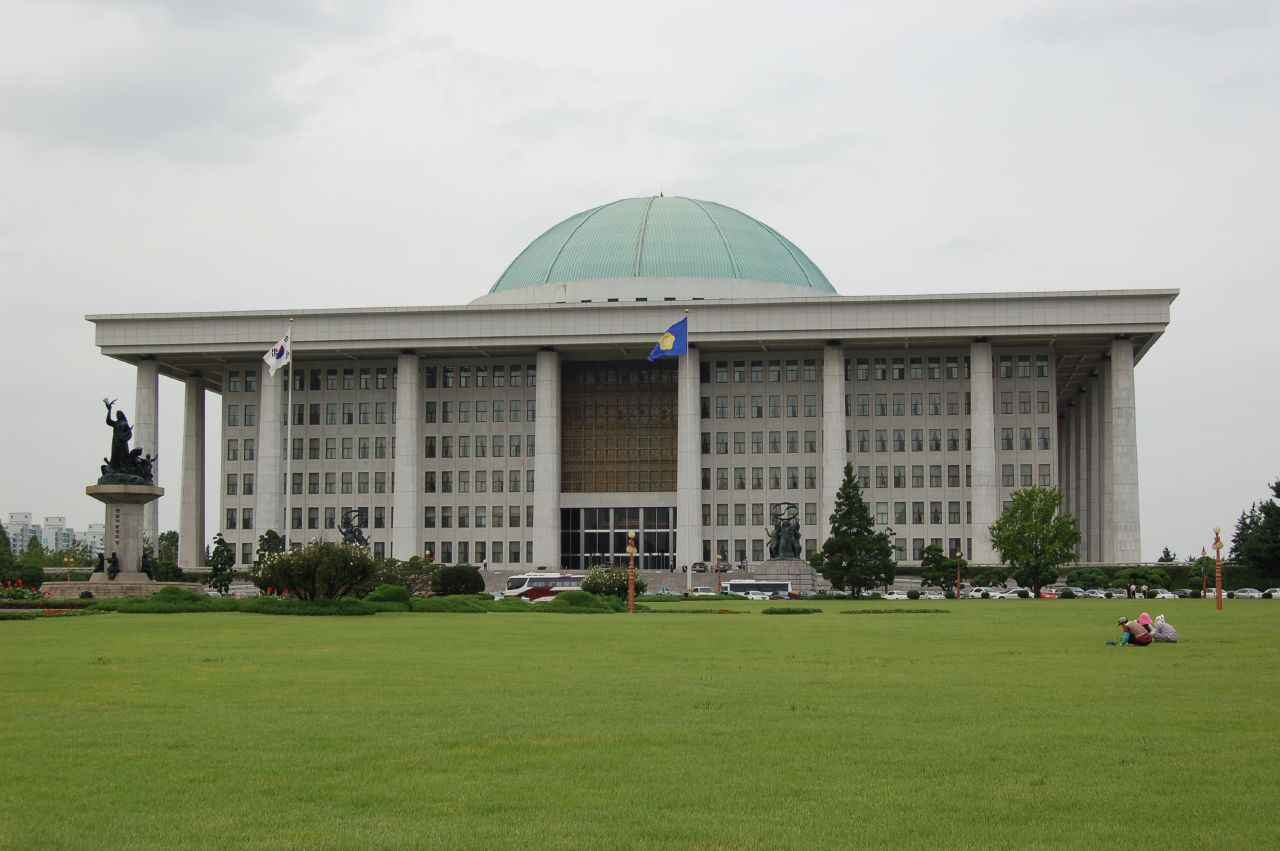
Gukhoe, l'assemblée sud-coréenne.

### Institutions
Le chef d'État de la république de Corée est le président, élu par scrutin direct pour une période de 5 ans. Premier représentant de la République et chef des armées, le président dispose en outre d'un pouvoir exécutif important ; il nomme le Premier ministre avec l'approbation du Parlement. Il préside et nomme également le Conseil d'État.
Le parlement coréen est appelé Assemblée nationale ou Kukhoe ; ses membres sont élus pour quatre ans. Il compte actuellement 299 sièges, dont 245 sont pourvus au suffrage direct et les autres distribués proportionnellement parmi les partis ayant cinq sièges ou plus.[Quand ?] L’instance judiciaire la plus élevée est la Cour suprême, dont les juges sont nommés par le président avec le consentement du Parlement.
La déclaration commune Nord-Sud, signée le 15 juin 2000 entre le président Kim Dae-jung et son homologue nord-coréen Kim Jong-il, marque le début d'un dialogue entre les deux Corées.
Le Parlement sud-coréen a adopté, le 12 mars 2004, une motion sans précédent qui suspendait de ses fonctions le président Roh Moo-hyun. La Cour constitutionnelle a infirmé cette destitution le 14 mai 2004. Le président avait apporté en février 2004 son soutien au Parti Uri (pour les élections d'avril), ce qui est une infraction au code électoral. Voir l’affaire de la destitution de février 2004.
Fin octobre 2004, la Cour constitutionnelle déclarait que la localisation de la capitale nationale à Séoul était implicitement du domaine constitutionnel en raison de plusieurs centaines d'années de tradition. Par conséquent, la loi de délocalisation de la capitale Séoul vers la province de Chungcheong du Sud (au centre du pays) votée en décembre 2003 par le parti Uri du président Roh et l'opposition du GPN de Park Geun-hye était invalidée. Il faudrait pour que la délocalisation soit effective que l'amendement de délocalisation soit voté comme une modification constitutionnelle sanctionnée d'une part par un vote à la majorité des deux tiers à l'Assemblée, d'autre part par un référendum national. Après de long débats, un compromis est adopté fin 2010 prévoyant le déménagement de 36 ministères et agences publiques et la création de la ville spéciale de Sejong, à 120 km au sud de Séoul. La capitale administrative est inaugurée le 1er juillet 2012 et les premiers ministères déménagent en septembre 2012.
Dans un contexte de forte impopularité du chef de l'État, les élections locales (municipales et provinciales) du 31 mai 2006 se sont traduites par un fort recul de la majorité gouvernementale, au profit de l'opposition conservatrice du Grand parti national, alors que l'abstention a été très élevée (près de 49 %).
Lee Myung-bak (grand parti national, GPN) a été élu président de la république de Corée en décembre 2007, lors de la seizième élection présidentielle avec 48,7 % des voix face à Chung Dong-young (26,1 %) du nouveau parti démocratique uni (NPDU) et son adversaire Lee Hoi-chang (15,1 %) qui était également membre du GPN. Il a pris ses fonctions le 25 février 2008. En décembre 2012, Park Geun-hye du GPN est élue présidente avec 51,6 % des voix. Après un scandale et d'énormes manifestations, cette dernière démissionne et Moon Jae-in est élu à la présidence de la République en 2017.
En mars 2022, l'ancien procureur général Yoon Suk-yeol est élu président de la République. Le 3 décembre 2024, il déclare l'instauration de la loi martiale dans le pays ainsi que l'interdiction des activités de l'Assemblée nationale et de toute activité politique,. Cette instauration n'est finalement pas actée après les manifestations et la réaction des pouvoirs en place.

### Défense

#### Puissance militaire et spatiale
L’armée sud-coréenne est en 2019 l'une des plus puissantes d’Asie, avec les armées chinoise, japonaise et nord-coréenne. Ses effectifs sont de 672 000 hommes en armée d’active, et de 4 500 000 hommes en réserve, après avoir été d’un très modeste effectif à sa création.
Le service militaire est obligatoire pour une durée d'au minimum 21 mois. L'homosexualité y est interdite et peut conduire à une peine allant jusqu’à deux ans de prison.
Le budget de la Défense demandé pour 2010 est de 30 800 milliards de wons (24 milliards de dollars US), soit 2,8 % du Produit intérieur brut.
Selon l’Institut de recherches international pour la paix de Stockholm, les dépenses militaires de la Corée du Sud ont atteint 21,9 milliards de dollars US en 2006, la classant au onzième rang mondial. En 2003, la Corée du Sud avait consacré 14,5 milliards de dollars à son budget de défense, soit environ 15 % du budget global de l’État (en comparaison, la France dépensait, à la même époque, 45,2 milliards de dollars US pour sa défense, soit 2,5 % du PIB).
L’industrie de l’armement de ce pays s’est développée et diversifiée depuis les années 1970 et pourvoit à une large part des besoins nationaux.
L’Institut coréen de recherche aérospatiale ou KARI (Korea Aerospace Research Institute) développe depuis 2002 une famille de lanceurs KSLV (Korea Space Launch Vehicle), en collaboration avec la Russie et a, en 2009, lancé dix satellites artificiels mis en orbite par des lanceurs étrangers.
Le vol inaugural du lanceur de base, le KSLV-1, qui a eu lieu le 25 août 2009 a été un échec, le satellite STSAT-2A ne s'étant pas détaché du deuxième étage de la fusée.
Une seconde tentative a eu lieu le 10 juin 2010, mais la fusée a explosé après deux minutes de vol, Russes et Coréens se rejetant la faute.
Le 3e lancement, le 30 janvier 2013, a finalement été couronné de succès, réussissant la mise à poste du satellite. Il intervenait après plusieurs reports pour des anomalies techniques, et sous la pression du succès du 1er tir de la Corée du Nord, intervenu le 12 décembre 2012.

#### Alliance militaire avec les États-Unis
Environ 30 000 soldats américains sont stationnés en Corée du Sud depuis la fin de la guerre de Corée. Le nombre de soldats américains en Corée a diminué à 25 000 en 2008 dans le cadre d’un redéploiement des forces. En cas de guerre, les États-Unis exerceraient le commandement militaire en Corée du Sud. Cette subordination militaire aux États-Unis découle de l’accord de défense mutuelle entre les deux États signé le 1er octobre 1953. À la suite de négociations terminées en 2007, un accord prévoit que le 17 avril 2012, date qui a été repoussée à décembre 2015 lors du sommet du G20 à Toronto le 26 juin 2010, le commandement des forces combinées en cas de conflit passe sous la responsabilité de la Corée du Sud.
De par l'Accord de statut des forces (SOFA) en vigueur, les soldats américains bénéficient d’un privilège d’extraterritorialité : les affaires judiciaires impliquant des soldats américains basés en Corée du Sud pour des actes commis en Corée sont jugés par des tribunaux américains, et non par des tribunaux coréens, de même que les actes délictueux d'éventuels militaires sud-coréens aux États-Unis sont également couverts par le même statut. Ce statut a été critiqué lorsque des soldats américains ont été à plusieurs reprises impliqués dans des affaires de viol ou de mort de Sud-Coréens (tués accidentellement par des conducteurs de véhicules), pourtant, les SOFA établis par la Corée du Sud avec d'autres pays prévoient le même statut, comme c'est le cas de la majorité des accords de ce type entre États.
La Corée du Sud est aussi un élément important du dispositif d’endiguement maritime de la Chine par les États-Unis ; 28 500 soldats américains y sont stationnés de manière permanente. Le projet de déploiement du bouclier antimissiles américain sur le sol coréen est actuellement[Quand ?] source de grandes tensions entre la Corée du Sud, la Chine et la Corée du Nord.

### Diplomatie

#### Relations intercoréennes
La politique extérieure de la Corée du Sud reste dominée par la question des relations intercoréennes et de la réunification de la Corée. La déclaration commune Nord-Sud, signée le 15 juin 2000 entre le président Kim Dae-jung et son homologue nord-coréen Kim Jong-il, a marqué l'approfondissement du dialogue entre les deux Corée.
Un second sommet intercoréen, entre le dirigeant du Nord Kim Jong-il et le président sud-coréen Roh Moo-hyun, initialement prévu à Pyongyang du 28 au 30 août 2007,, a été reporté du 2 au 4 octobre après que les plus graves inondations en Corée du Nord depuis quarante ans ont entraîné 600 morts et disparus et touché un million de personnes. L'accord intercoréen signé le 4 octobre 2007 a souligné l'engagement commun des deux États pour promouvoir la paix et la prospérité économique dans la péninsule.
En 2008, la situation était toujours extrêmement tendue entre les deux Corée. Exemple avec la menace d'« attaque préventive » proférée par la Corée du Nord le 24 décembre 2008 et le torpillage d'une corvette sud-coréenne par un submersible nord-coréen. La Corée du Sud propose un milliard de wons (815 000 euros) de récompense aux Nord-Coréens qui feraient défection et livreraient des informations sensibles,Le 27 avril 2018 semble marquer l'arrivée d'une nouvelle page dans l'histoire de la péninsule coréenne, le dirigeant suprême nord-coréen Kim Jong-un et le président de la république de Corée Moon Jae-in se rencontrent sur le sol sud-coréen. Cette rencontre est historique dans la mesure où aucun dirigeant se trouvant de part et d'autre de la péninsule ne s'était rencontré depuis la guerre de Corée (1950-1953). Depuis d'autres rencontres ont eu lieu, le but principal affiché étant un retour à la paix sur la péninsule, ce dernier passant par la dénucléarisation de la Corée du Nord.

#### Alliance avec les États-Unis

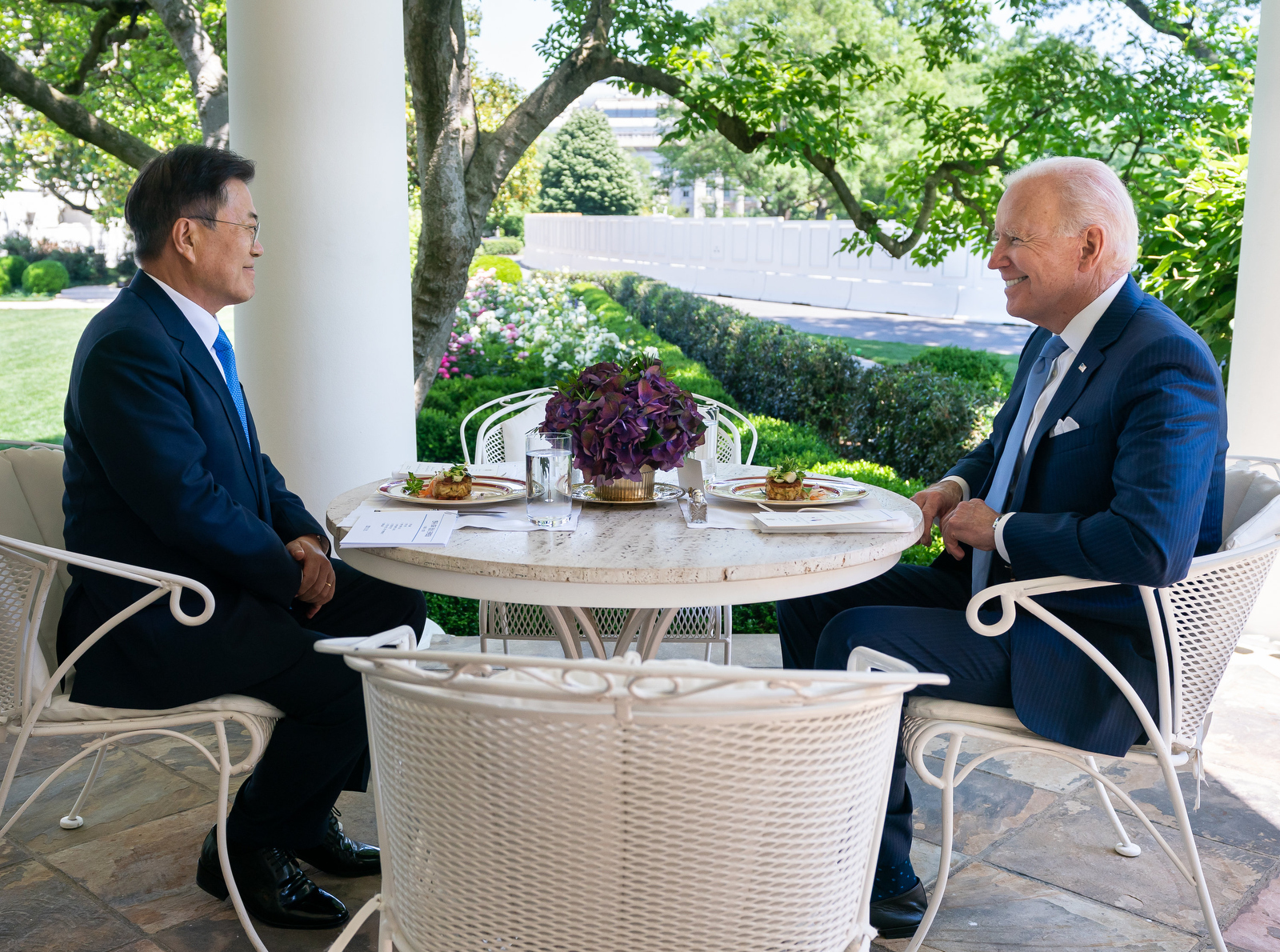
Le président sud-coréen Moon Jae-in et le président américain Biden

Par ailleurs, la Corée du Sud est un allié des États-Unis dont environ 30 000 soldats stationnent sur son territoire. La Corée du Sud a apporté le plus important contingent étranger, après celui des États-Unis, lors de la guerre du Viêt Nam.
Elle a également envoyé des troupes en Irak ; le 28 novembre 2006, le gouvernement sud-coréen a annoncé son intention de diminuer de moitié (de 2 300 à 1 200 hommes) la taille du contingent alors présent en Irak. Les forces sud-coréennes ont quitté ce pays lors de la fin du mandat de la coalition militaire en Irak en décembre 2008.

#### Relations entre la Corée du Sud et le Japon
Après la fin de l’occupation japonaise en 1945, la Corée du Sud et le Japon, où réside toujours une minorité coréenne de 600 000 personnes, n’ont établi de relations diplomatiques qu’en 1965. L’accord du 22 juin 1965, signé sous l’impulsion du président Park Chung-hee avec les encouragements des États-Unis, malgré d’importantes manifestations d’opposition en Corée du Sud, a entraîné le versement d’une aide économique pendant dix ans (1965-1975) du Japon à la Corée du Sud, dont la majeure partie sous forme de dons.
Toutefois, l’ensemble des contentieux historiques liés à l’occupation japonaise restent présents dans les relations entre Coréens et Japonais, ces tensions ayant des conséquences sur les relations diplomatiques. Ainsi, des initiatives ont été prises pour que le gouvernement japonais reconnaisse l’esclavage sexuel des femmes de réconfort pendant la Seconde Guerre mondiale. Le révisionnisme au Japon, s’agissant notamment de la présentation de l’occupation japonaise dans les manuels d’histoire japonais, est très fortement ressenti par l’opinion sud-coréenne. Enfin, les visites de l'ancien Premier ministre japonais Jun'ichirō Koizumi au sanctuaire de Yasukuni-jinja, sur les tombes des victimes japonaises de la Seconde Guerre mondiale, ont fait peser des risques d’annulation des sommets bilatéraux entre les deux États, à l’automne 2005.
La souveraineté des Rochers Liancourt en mer du Japon (Donhae en coréen qui signifie mer de l'Est) est un sujet de contentieux entre les deux pays. Pour la Corée, c'était un territoire coréen avant d’être incorporé à la préfecture de Shimane (Japon) en 1905, précédant l'annexion totale du pays par le Japon. Les rochers Liancourt sont expressément maintenus comme territoire japonais lors de la préparation du traité de San Francisco et ce, reconfirmé clairement, en 1951, à l'ambassadeur coréen par Dean Rusk, sous-secrétaire d'Etat américain. Le Japon estime qu'il a établi sa souveraineté vers le milieu du XVIIe siècle. La république de Corée occupe militairement les rochers depuis 1954. Voir Contentieux sur les rochers Liancourt.
La Corée du Sud se bat de plus contre l’appellation « mer du Japon » et souhaite qu’elle soit changée en « mer de l’Est », traduction de leur appellation Donhae. Selon les Coréens, l’appellation « mer du Japon » est un vestige inacceptable de l’impérialisme japonais. Le Japon soutient de son côté que l’appellation provient des cartographes occidentaux — plus de 2 000 cartes du XIXe siècle, utilisent l’appellation « mer du Japon » — bien avant que le Japon ne devienne une puissance impériale. Voir Sea of Japan naming dispute (en). De nombreux Coréens sont de même persuadés que si la traduction en anglais de « Corée » est Korea et non Corea, c’est à cause de la volonté du Japon d’apparaître en premier dans l’ordre alphabétique.

#### Rôle de la Corée du Sud aux Nations unies
La désignation de l’ancien ministre des affaires étrangères Ban Ki-moon au poste de secrétaire général des Nations unies, depuis le 1er janvier 2007, a constitué un succès pour la diplomatie sud-coréenne. La Corée du Sud participe aussi activement aux missions de maintien de la paix de l’ONU : le 28 novembre 2006, le gouvernement sud-coréen a annoncé que 400 soldats seraient déployés au Liban sous mandat de l’ONU.

#### Essor des échanges sino-coréens et nippo-coréens
La Chine et la république de Corée ont établi des relations diplomatiques en 1992.
Alors que la Chine est devenue un des principaux partenaires commerciaux de la Corée du Sud, la rencontre du président Roh Moo-hyun avec son homologue chinois Hu Jintao, en septembre 2005, a témoigné d'une communauté de vues dans le domaine diplomatique. Le président sud-coréen a alors salué les démarches accomplies par la Chine pour promouvoir le dialogue intercoréen.
Le 14 janvier 2007, à Cebu (Philippines), en marge du forum de l'ASEAN, s'est tenue la septième rencontre trilatérale entre les chefs d'État et de gouvernement chinois, japonais et sud-coréen. Ces échanges doivent approfondir la coopération entre les trois États sur des questions d'intérêt commun, notamment dans les domaines économique, culturel et de protection de l'environnement.

#### Diversification des relations extérieures

##### Relations franco-sud-coréennes
Les premières relations diplomatiques entre la France et la Corée ont été établies en 1886. Des cérémonies ont été organisées en 2006 en France et en Corée du Sud pour célébrer le 120e anniversaire des relations diplomatiques entre les deux pays.
En 2016, la Corée du Sud adhère à l'OIF et devient, ainsi, le vingt-septième État-membre observateur.

##### Relations africano-sud-coréennes
Souhaitant diversifier ses relations extérieures, la Corée du Sud s'est engagée, en septembre 2006, à tripler son aide à l'Afrique. En particulier, la Corée du Sud doit financer en 2007 un projet de lutte contre la méningite en Côte d'Ivoire qui concerne un million de personnes.

### Économie
Le plus grand des quatre dragons asiatiques quant au poids économique, la Corée du Sud a connu une phase spectaculaire de croissance et d’intégration dans l’économie mondiale moderne. Dans les années 1960, le PIB par habitant était comparable à celui des pays les plus pauvres de l’Afrique et de l’Asie à la suite de la guerre de Corée entre le nord et le sud qui a complètement rasé le pays. Le pays a subi la pire destruction matérielle et humaine de son histoire. En 2019, son PIB par habitant à parité de pouvoir d'achat (PPA), à 44 740 dollars, le place devant l'Italie, au même niveau que le Japon, et légèrement inférieur à l'Allemagne, pays membres de l'Union européenne. Ce succès, à la fin des années 1980, a été obtenu grâce à des liens étroits entre le gouvernement et le monde des affaires, prévoyant notamment un système de crédit dirigé, des restrictions sur les importations, le financement de certaines industries et une politique d’endettement massif. Le gouvernement a favorisé l’importation de matières premières et de technologie aux dépens des biens de consommation et a encouragé l’épargne et l’investissement au détriment de la consommation. Il s’explique aussi par une très importante quantité de travail demandé aux ouvriers. En 1980, la semaine de travail d'un ouvrier sud-coréen est la plus longue au monde entier et celui-ci ne représente que 50 % du coût salarial d'un ouvrier mexicain. Les syndicats sont alors illégaux.
La Corée du Sud fait partie de la Coopération économique pour l'Asie-Pacifique (APEC), de l'ASEAN+3 incluant les pays membres de l'ASEAN ainsi que la Chine, le Japon et la Corée du Sud, et du G20.
La dette des ménages en Corée du Sud, la plus élevée d’Asie, dépasse 100 % du PIB (données de 2021). Les familles accumulent des crédits pour payer leur logement, en particulier par le système du jeonce, et financer les études de leurs enfants. L’endettement est la principale cause de suicide dans le pays.
Les chaebol sont parfois considérés comme des « colosses aux pieds d'argile » ; surendettés, ils ne survivent que par un soutien sans faille du système bancaire et du gouvernement. Cette collusion entreprises-gouvernement-hauts fonctionnaires a généré une très grande corruption. Ainsi, le général Roh Tae-woo (au pouvoir de 1988 à 1993), a bénéficié de 650 millions de dollars de pots-de-vin et le scandale Choi Soon-sil provoque la chute du gouvernement en 2016. En outre, les chaebol sont handicapés par leur dépendance technologique à l'égard des pays étrangers, les conduisant à pratiquer une politique systématique de veille et d’espionnage technologique et industriel.
Voir aussi : Liste des plus grandes entreprises sud-coréennes.
La Corée du Sud a un faible taux de chômage mais l'un des taux de stress au travail les plus élevés de l'OCDE, et plus de 30 % des employés ont un travail qui ne répond pas à leurs qualifications.

### Historique
À partir des années 1960, la Corée du Sud a suivi une politique économique protectionniste. La plupart des produits d'importation sont interdits, le système financier est nationalisé, des plans quinquennaux sont adoptés, l’État n'emprunte que très peu et les investissements étrangers ne sont pas favorisés. Une réforme agraire conduit à l'expropriation sans compensation des grandes propriétés japonaises et les terres ont été divisées en petites parcelles. Les paysans sont cependant obligés par la loi de vendre leur production à bas prix, ce qui les laisse dans la pauvreté.
Du fait du contexte de guerre froide et de sa situation géographique, la Corée du Sud fut particulièrement privilégiée par les États-Unis qui lui apportèrent une forte aide économique annuelle. Le fer de lance de la politique gouvernementale fut la création des chaebol ; ces conglomérats familiaux (Hyundai, Samsung, LG Group, etc) bénéficièrent de subventions publiques, de protection face à la concurrence internationale, des terrains mis à leur disposition, d'une faible fiscalité et de normes spécifiques. Le gouvernement ne reconnait pas de salaire minimum ou de congé hebdomadaire, impose des périodes de travail gratuit à son bénéfice et les journées de travail sont d'une durée de douze heures. En outre, les syndicats et les grèves sont interdits. Dans les années 1980, la semaine de travail d'un ouvrier sud-coréen est la plus longue au monde.
La crise économique asiatique de 1997 a exposé des faiblesses anciennes du modèle de développement de la Corée du Sud, y compris des ratios dettes/capitaux propres élevés, la dépendance vis-à-vis de prêts étrangers massifs, le manque de rigueur du secteur financier. La croissance a chuté de 6,6 % en 1998, puis a fortement récupéré : 10,8 % en 1999 et 9,2 % en 2000. La croissance est tombée de nouveau à 3,3 % en 2001 en raison du ralentissement global de l’économie, qui entraîne des baisses d’exportation, et de la perception que les réformes tant nécessaires ont stagné. Menée par l’industrie et la construction, la croissance en 2002 a retrouvé un taux dynamique de 5,8 % en dépit de la croissance globale anémique. En 2007, l'économie de la Corée du Sud a continué sur une croissance de 5 %.

### Place dans le monde
En 2008, la Corée du Sud est devenue la 13e puissance économique mondiale avec un PIB de 1 024 milliards de dollars américain. Au niveau des échanges, en 2007, il s'agit de la 11e et 13e puissance commerciale mondiale respectivement quant à l'exportation et l'importation de marchandises. Si l'on exclut les échanges intra-Union européenne, la Corée du Sud devient respectivement la 6e et la 7e puissance exportatrice et importatrice de biens.
Ayant fait le choix d’un modèle d’économie tournée vers les exportations, la Corée du Sud, qui s'est longtemps concentrée sur le marché nord-américain, a récemment diversifié ses partenariats commerciaux. En 2007, la Corée du Sud est devenu le troisième pays fournisseur de la Chine, à hauteur de 10,9 % de l'importation totale, après le Japon et l'Union européenne. Le marché de la Chine a représenté d'ailleurs plus de 22 % de l'exportation totale de la Corée, devant celui de l'Union européenne (15,1 %) et les États-Unis (12,4 %). Les récents traités de libre-échange en vigueur établis avec le Chili (entré en vigueur le 1er avril 2004), Singapour (depuis mars 2006) et les pays de l'ASEAN (depuis juin 2007 pour les produits manufacturiers et depuis mai 2009 pour les services), ainsi que ceux en attente de promulgation établis avec les États-Unis (traité conclu en avril 2007), l'Union européenne (en phase de conclusion en août 2009) et la récente conclusion de l'accord de partenariat économique global avec l'Inde (août 2008) permettraient de maintenir à terme une croissance relativement élevée comparée aux autres pays développés. Parmi les points faibles de son agriculture, le pays était ainsi quatrième au palmarès des importateurs mondiaux de céréales au milieu des années 2010. En 2024, la Corée du Sud est classée en 6e position pour l'indice mondial de l'innovation.

### Problématiques sociales
Les inégalités sociales sont croissantes et très élevées. En 2014, un rapport de la Banque asiatique de développement souligne que : « la rapidité de la détérioration des inégalités de revenu en Corée du Sud au cours des vingt dernières années a été la cinquième plus importante sur vingt-huit pays asiatiques ».
Le taux de pauvreté s’établit à 17 % et grimpe à 43 % pour les personnes âgées de plus de 65 ans.
La durée hebdomadaire légale du travail est ramenée de 68 heures à 52 heures en 2018 sous l'administration de Moon Jae-in. Certaines catégories de travailleurs, comme les indépendants, ne sont cependant pas protégées par la loi.

## Médias
La presse écrite est dominée par trois quotidiens de sensibilité conservatrice : le Chosun Ilbo, le Dong-a Ilbo et le Joong-ang Ilbo. Les autres principaux titres sont le Hankook Ilbo, le Hankyoreh, le Kyunghyang Shinmun, le journal financier Hanguk Kyeongje Sinmun et, en langue anglaise, The Korea Herald et The Korea Times. Trois magazines d'opinion jouent un rôle important : le Sisajonol, le News and People et le Hangyore 21.
Les trois principales chaînes de télévision sont la Korean Broadcasting System (KBS, publique), la Munhwa Broadcasting Corporation (acronyme anglais : MBC, publique) et la Seoul Broadcasting System (SBS, privée).
La Corée du Sud est un des pays les mieux connectés à Internet au monde et le site OhmyNews y est influent.
Le moteur de recherche Internet Naver domine le marché sud-coréen. Il est utilisé par 77 % des internautes sud-coréens, alors que Yahoo! atteint 4,5 %, Daum un autre moteur de recherche coréen arrive en deuxième place. Google a moins de 2 %.

## Démographie

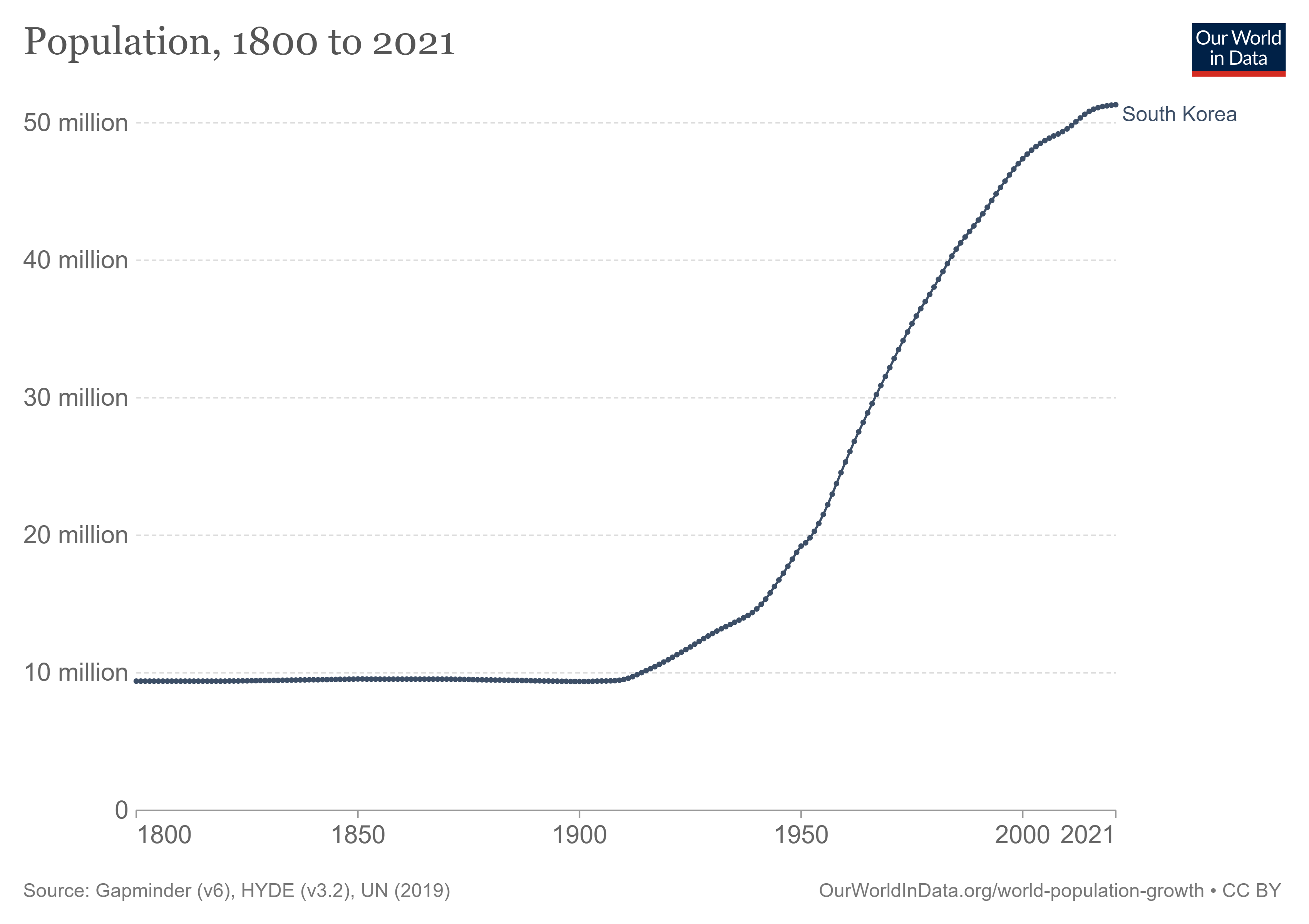
Évolution de la démographie entre 1800 et 2021 (chiffre de la Our World in Data, 2022).

La population coréenne est l'une des plus homogènes du monde, ethniquement et linguistiquement. Dans les années 1970, la seule minorité était une petite communauté chinoise (21 000). Depuis lors, le nombre de citoyens étrangers a augmenté et a dépassé un million en 2007 et 2 millions en 2016,. Cependant, beaucoup d'entre eux sont des Coréens ethniques ayant une citoyenneté étrangère. De nombreux résidents de Chine, des États post-soviétiques, des États-Unis et du Japon sont en fait des Coréens ethniques rapatriés (étiquetés « Coréens d'outre-mer ») qui peuvent répondre aux critères d'acquisition accélérée de la citoyenneté sud-coréenne. Par exemple, les migrants en provenance de Chine (RPC) représentent 56,5 % des ressortissants étrangers, mais environ 70 % d'entre-eux sont des Joseonjok (조선족), des citoyens chinois de nationalité coréenne.
Des Coréens ont vécu en Mandchourie pendant de nombreux siècles, et constituent maintenant une minorité en Chine. Joseph Staline a envoyé des milliers de Coréens, contre leur volonté, en Asie centrale (ancienne Union soviétique) depuis Vladivostok et Khabarovsk. La majorité de la population coréenne au Japon s'y trouve depuis la période coloniale.
Le taux de fécondité en Corée du Sud est le plus bas du monde (hors Vatican) : 0,88 enfant par femme. L’effondrement de la natalité s’expliquerait par un système économique qui multiplie les exclus, une société de plus en plus solitaire et le manque de confiance en l'avenir. Selon les données publiées par l’agence Statistique Corée (KOSTAT) (en) mercredi 28 août 2024, le taux de natalité a connu une hausse au printemps en Corée du Sud. Une embellie remarquée dans le pays qui enregistre le taux de natalité le plus bas au monde. Cette hausse semble pourtant conjoncturelle, en dépit d’une politique ambitieuse de relance,.
L'instabilité politique, sociale et économique en Corée du Sud ont conduit beaucoup de Sud-Coréens à émigrer à l'étranger, principalement aux États-Unis ou au Canada.
La ville de Séoul est une des plus grandes zones métropolitaines du monde. Sa densité lui a permis de devenir l'une des villes les plus « numériques » dans l'économie globalisée d'aujourd'hui.

### Langues
La langue coréenne était tenue pour un isolat, mais elle est désormais considérée comme faisant partie des langues coréaniques, dont elle est, avec le jeju, la seule survivante. Le système d'écriture coréen, han'gû ou hangeul, ou hangul a été inventé en 1443 par le roi Sejong le Grand pour faciliter l'éducation de ses sujets — en effet, les caractères chinois étaient jugés trop difficiles et trop longs à apprendre pour un individu moyen — par la proclamation royale de Hunmin jeongeum (훈민정음, 訓民正音), qui signifie littéralement « les sons appropriés pour enseigner au peuple ». Il est différent de la forme chinoise de communication écrite (hanja) car il est fondé sur la phonétique coréenne.
Durant les siècles qui suivirent l’invention de l’alphabet coréen, la connaissance des sinogrammes était synonyme d’érudition ; l’alphabet étant réservé aux classes sociales non éduquées. Avant 1912, l’alphabet s’appelait en effet le « eonmun », ce qui signifie « écriture vulgaire ». Il se nomme aujourd’hui « hangeul », ce qui signifie « écriture (des) Han », en référence à l’ethnie coréenne Han, à ne pas confondre avec l’ethnie chinoise Han. L’adoption massive de l’alphabet comme moyen d’écriture débute durant la période du protectorat japonais et prend toute son ampleur à la fin de la Seconde Guerre mondiale.
De nombreux mots fondamentaux du coréen ont été empruntés au chinois et au japonais via les hanja, et les Coréens plus âgés préfèrent toujours écrire des mots en hanja, identiques aux sinogrammes chinois et aux kanji japonais, car il était strictement interdit d'étudier et de parler le coréen durant la domination japonaise[réf. nécessaire].

#### Romanisation
Il existe principalement deux méthodes concurrentes de romanisation du coréen en Corée du Sud.
- La romanisation McCune-Reischauer, dont une variante fut utilisée en Corée du Sud de 1984 à 2000 et dont une version modifiée est officiellement utilisée en Corée du Nord. Exemple : le mot « 조선 », qui signifie « Pays du matin frais » et dont la prononciation est /t͡ɕo̞sʰʌ̹n/ donne en romanisation McCune-Reischauer : « Chosŏn » et en romanisation nord-coréenne : « Choson ».
- La romanisation révisée, développée par l’Institut national de la langue coréenne à la demande du gouvernement en 1995, a pour but principal de n’employer que des caractères ASCII. Elle est adoptée officiellement par la Corée du Sud en l’an 2000. Le changement de romanisation a été critiqué, la prononciation des mots coréens transcrits en romanisation révisée pouvant être parfois contre-intuitive pour un locuteur habitué aux prononciations occidentales[87],[88][réf. incomplète]. Exemple : le mot « 조선 » devient en romanisation révisée : « Joseon ».

Les noms des personnes et des entreprises utilisent la plupart du temps un autre système de transcription adapté aux règles de prononciation de l'anglais.

#### Langues secondaires en Corée du Sud
On enseigne l'anglais comme deuxième langue dans la plupart des écoles primaires. On enseigne également au lycée durant deux ans le chinois, le japonais, le français, l'allemand ou l'espagnol.
Concernant le français, la Corée du Sud a pris le statut d'"État observateur" au sein de l'Organisation Internationale de la Francophonie.
En raison de la colonisation japonaise de 1910 à 1945, certaines personnes âgées comprennent, ou parlent le japonais. Il existe une petite minorité dont le japonais est la langue maternelle, mais ces locuteurs sont généralement bilingues japonais et coréen.

#### Différences avec la Corée du Nord

##### Appellation
Le coréen de Corée du Nord s'appelle officiellement 조선말 Josŏnmal, littéralement la parole de Corée, (le nom du pays étant 조선 Josŏn) ou encore 문화어 Munhwaŏ, « la langue culturelle » pour sa version standard. Le coréen de Corée du Sud s'appelle officiellement 한국어 Hangugeo, littéralement la langue coréenne, le pays étant appelé du nom de 한 韓 Han, et 표준어 Pyojuneo "la langue standard" pour, comme son nom l'indique, sa forme standard.
Le Munhwaŏ et le Pyojuneo utilisent le même alphabet issu du Hunmin Jeongeum, appelé 조선글 Josŏngŭl en Corée du Nord et 한글 Hangeul en Corée du Sud.

##### Orthographe
Il existe deux facteurs à l'origine des différences orthographiques entre le Munhwaŏ et le Pyojuneo. Le Coréen est une langue agglutinante qui emploie des particules qui viennent se souder aux mots.
Le Pyojuneo emploie des espaces entre les différents termes faisant partie d'un groupe nominal, ce qui n'est pas le cas en Munhwaŏ. Par exemple le nom officiel de la Corée du Nord en Munhwaŏ s'écrit 조선민주주의인민공화국. En Pyojuneo il s'écrirait 조선 민주주의 인민 공화국 (mais dans les faits, c'est le terme de 북한 Bukhan "Corée du Nord", voire simplement 北 Buk "le Nord", qui est utilisé).
Certaines lettres de l'alphabet coréen se prononcent différemment en Corée du Nord et en Corée du Sud. Cette dernière a adapté l'orthographe afin qu'elle se rapproche davantage de la prononciation standardisée sud-coréenne. Par exemple, le nom de l'ex-président sud-coréen Roh Moo-hyun s'écrit 노무현 No Muhyeon au sud, tandis qu'au Nord il s'écrirait 로무현 Ro Mu Hyŏn. Les Sud-coréens trouvant la prononciation du R en début de mot difficile, ont peu à peu modifié l'orthographe et ont remplacé les R par des N.

##### Vocabulaire
Depuis la mise en place de l'idéologie Juche en Corée du Nord, le régime maintient une ligne politique pro-coréenne et proscrit donc tout ce qui est étranger, mettant en avant ce qui est coréen. La Corée du Sud qui est restée longtemps sous la tutelle des États-Unis et qui entretient encore aujourd'hui des relations importantes notamment sur le plan militaire avec ce pays a très vite intégré des mots d'anglais. Par ailleurs, comme les autres pays voisins de la Chine, elle a absorbé au cours de l'histoire beaucoup de vocabulaire dit sino-coréen, originaire des caractères chinois utilisés par la Corée avant l'invention du système alphabétique coréen par le roi Sejong le Grand. La Corée du Nord a donc inventé de nouveaux mots pour se débarrasser des mots sino-coréens et anglais.
Exemple : œsophage se dit 식도 sikdo en sud-coréen et provient des caractères chinois 食道 et signifie littéralement le trajet/la route (do) de la nourriture (sik). Les Nord-Coréens ont créé le mot 밥길 papkil, de sens littéral identique: le trajet/la route (kil) de la nourriture (pap).
Certains nouveaux mots ainsi créés eurent du succès, d'autres ne furent finalement pas utilisés, jugés peu élégants.

### Religions
Le christianisme (27,6 % de la population, dont 19,7 % de protestants et 7,9 % de catholiques) et le bouddhisme (15,5 % des croyants) sont les deux religions dominantes de la Corée du Sud. On estime en outre que 56,9 % des Sud-Coréens sont sans religion.
Bien que seulement 3 % de la population se déclare confucianiste, la société est fortement imprégnée des valeurs et croyances confucéennes. Le restant des Coréens pratique le chamanisme (culte traditionnel de l’esprit) et le cheondoïsme (« manière divine »), une religion traditionnelle, encore populaire.

#### Bouddhisme
Le bouddhisme apparut sur le continent indien au Ve siècle av. J.-C. et fut introduit en Corée au IVe siècle après J.-C. via la Chine. Du Xe au XIVe siècle, le bouddhisme prit une grande ampleur en Corée et devint la religion d'État du Royaume de Goryeo. Le bouddhisme était alors inscrit dans les rites et les cultes civils subventionnés par l'État.

#### Catholicisme
Le catholicisme fut introduit en Corée au XVIIIe siècle via la Chine. Bénéficiant d'un statut spécial à la cour chinoise, les occidentaux et missionnaires y dispensaient leurs sciences ainsi que le catholicisme. Cela permit la diffusion de ce dernier en Corée malgré la politique hostile du Royaume de Joseon à son égard. Les missionnaires ainsi que les personnes converties furent chassés et persécutés.
En 2023, le pape François a annoncé que l'édition 2027 des Journées mondiales de la jeunesse aura lieu à Séoul. Le choix d'organiser des JMJ dans ce pays n'est pas une surprise. Le catholicisme est en pleine expansion en Corée du Sud. En 2020, un rapport de l'Institut pastoral catholique de Corée du Sud (CPIK) établissait que le nombre de catholique dans ce pays était passé d'un peu moins de 4 millions en 1999 à 5,9 millions en 2018. La population du pays n'avait dans le même temps augmenté que de 21,6 %, analysait Courrier international. La minorité catholique, qui représente actuellement (2024) environ 10 % de la population, exerce une forte influence dans la société et a notamment contribué à la fin de la dictature militaire dans les années 1980,.
La préparation des prochaines JMJ a officiellement démarré le 28 juillet 2024. Il s'agit d'un défi logistique pour la Corée du Sud, d'autant plus que le Jamboree mondial de 2023 qui s'est également tenu dans le pays a été affecté par d'importants problèmes d'organisation.
Témoignage
Arrivé en Corée du Sud en 1954, René Dupont a vu, au plus près, la transformation du pays du matin calme et de son Église. Dernier évêque français de Corée du Sud, son parcours de foi s’est mêlé à l’histoire tumultueuse du pays d’Asie de l’Est.

#### Protestantisme
À partir de 1885, les missions protestantes s’établirent en Corée sous l’impulsion de missionnaires britanniques et américains. Les plus présents étaient les presbytériens et les méthodistes. Ils développèrent le christianisme à travers un réseau d’écoles, d’hôpitaux et d’œuvres de bienfaisance. Les missions protestantes bénéficièrent ainsi d’une image positive auprès de la population coréenne. En parallèle, ils cherchèrent à adapter l’évangile à la culture coréenne. C’est ainsi que le missionnaire écossais John Ross (en) traduisit la Bible en coréen en 1887, et avoir été le premier à introduire l’espacement dans la ponctuation coréenne.

#### Nouvelles religions d’origine chrétienne
- L’Église de l'Unification ou Secte Moon, appelée officiellement fédération des familles pour la paix mondiale et l’unification, est fondée en Corée du Sud en 1954 par Sun Myung Moon.
- l’Autel de la Victoire (mouvement religieux) est un nouveau mouvement religieux qui a été fondé en Corée du Sud en 1981 par Cho Hee Sung (조희성) (1931-2004).
- l’Église de Dieu - Société missionnaire mondiale[105] a été fondée le 14 mars 1984 par le pasteur Lee Man-hee[106].

## Culture et société

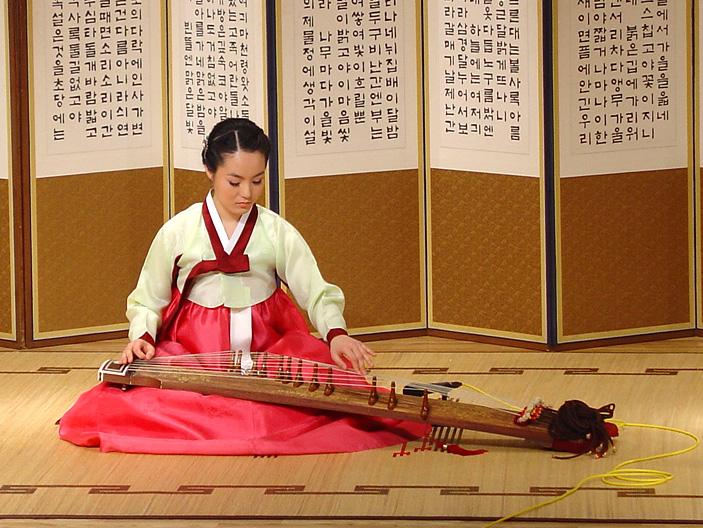
Une musicienne jouant du gayageum.

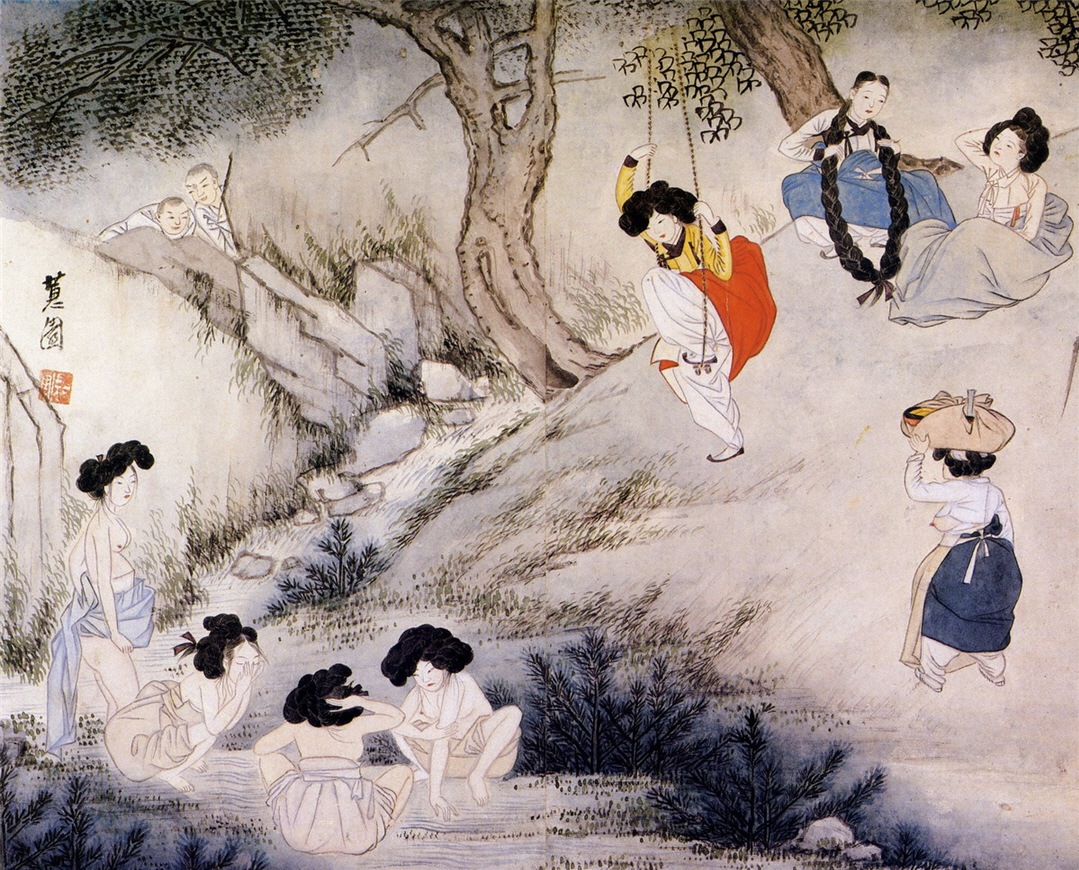
Dano-je.

La Corée du Sud partage sa culture traditionnelle avec celle de la Corée du Nord. La culture coréenne a été fortement influencée par celle de la Chine, tout en restant distincte. L'influence chinoise sur la culture coréenne (en) remonte à la période Koguryo ; ces influences peuvent être démontrées dans les peintures murales de la tombe de Koguryeo. Tout au long de son histoire, la Corée a été grandement influencée par la culture chinoise, empruntant à la Chine la langue écrite, les arts, les religions, la philosophie et les modèles d'administration gouvernementale et, ce faisant, transformant ces traditions empruntées en formes distinctement coréennes.
La culture coréenne a influencé celle du Japon et à l'inverse la culture japonaise a influencé celle de la Corée (en). La culture traditionnelle coréenne est profondément marquée par le confucianisme, le taoïsme et le bouddhisme. Depuis la division de la Corée en deux États séparés, la culture contemporaine coréenne s'est ramifiée en deux formes distinctes.
La culture riche et dynamique de la Corée du Sud a laissé 21 éléments classés au patrimoine culturel immatériel de l'UNESCO, le quatrième plus grand patrimoine culturel immatériel national au monde de ce point de vue, ainsi que 15 sites du patrimoine mondial. Le ministère de la Culture, des Sports et du Tourisme encourage activement les arts traditionnels, ainsi que les formes modernes, par le biais de programmes de financement et d'éducation.
Selon le classement mondial 2023 de la liberté de la presse, la Corée du Sud possède le deuxième plus haut niveau de liberté de la presse en Asie, derrière Taïwan.
Les deux principaux syndicats sont la Fédération des syndicats coréens (FKTU) et la Confédération coréenne des syndicats (KCTU) (voir aussi l’article détaillé syndicalisme en Corée du Sud).
Les Sud-Coréens doivent recevoir la permission de leur gouvernement pour visiter la Corée du Nord ; à défaut, ils peuvent être emprisonnés à leur retour, en application de la Loi de sécurité nationale.

### Fêtes et jours fériés
| Date              | Nom français                           | Nom local                                          | Remarques |
| ----------------- | -------------------------------------- | -------------------------------------------------- | --- |
| 1er janvier       | Jour de l'an                           | 새해 (Saehae)                                      | |
| Janvier-février   | Nouvel an lunaire                      | 설날 (Seollal)                                     | Premier jour du premier mois lunaire, ainsi que le jour précédent et le suivant |
| 1er mars          | Jour du Mouvement d’Indépendance       | 삼일절;三一節 (Samiljeol)                          | Commémore le départ d’un mouvement d’indépendance de tout le pays s’opposant à la colonisation japonaise, le 1er mars 1919, lors des funérailles du dernier empereur coréen, Gojong |
| 5 avril           | Jour des arbres                        | 식목일;植木日 (Singmogil)                          | |
| 5 mai             | Jour des enfants                       | 어린이날 (Eorininal)                               | |
| Avril - Mai       | Naissance de Bouddha                   | 부처님오신날 (Bucheonim osinnal)                   | Huitième jour du quatrième mois lunaire |
| 6 juin            | Commémoration des morts pour la patrie | 현충일;顯忠日 (Hyeonchungil)                       | |
| 17 juillet        | Jour de la Constitution                | 제헌절;制憲節 (Jeheonjeol)                         | |
| 15 août           | Jour de l’Indépendance (libération)    | 광복절;光復節 (Gwangbokjeol)                       | |
| Septembre-octobre | Récoltes                               | 추석;秋夕 (Chuseok)                                | Quatorzième, quinzième et seizième jours du huitième mois lunaire |
| 3 octobre         | Fête nationale                         | 개천절;開天節 (Gaecheonjeol)                       | Anniversaire de la fondation légendaire de la Corée en 2333 av. J.-C. |
| 9 octobre         | Jour du hangeul                        | 한글날 (Hangeulnal)                                | Anniversaire de la promulgation du Hunminjeongeum le 9 octobre 1446. |
| 25 décembre       | Noël                                   | 크리스마스/성탄절 (Keuriseumaseu)/(seong-tan-jeol) | Transcription en phonétique coréenne de l'anglais Christmas. |

### Patrimoine culturel et tourisme

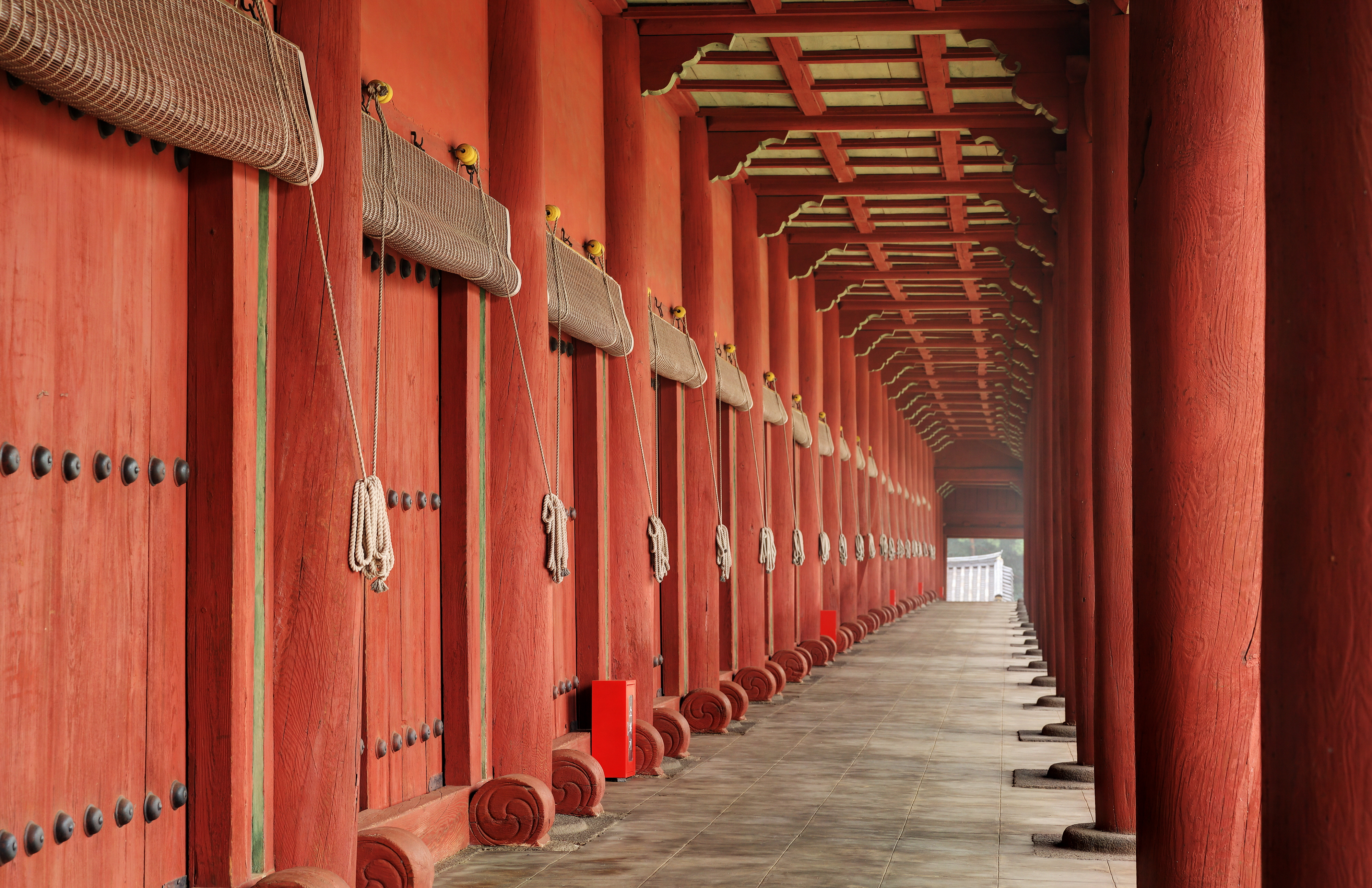
Le sanctuaire de Jongmyo, classé au patrimoine mondial de l'UNESCO.

Plusieurs sites sud-coréens sont inscrits au Patrimoine mondial de l’UNESCO. Ils sont au nombre de quinze, dont quatorze en 2021 :
- la grotte de Seokguram et le temple de Bulguksa (deux sites religieux en montagne) ;
- le sanctuaire de Jongmyo (un sanctuaire confucéen dans Séoul) ;
- le temple de Haeinsa et le Tripitaka Koreana (haut lieu du bouddhisme en Corée) ;
- l’ensemble du palais de Changdeokgung (le plus remarquable des cinq grands palais royaux de Séoul) ;
- la forteresse de Hwaseong (six kilomètres de remparts dans une grande ville) ;
- le site des dolmens de Gochang, Hwasun et Ganghwa (trois cimetières préhistoriques) ;
- les zones historiques de Gyeongju (des tumuli royaux et une accumulation d’édifices religieux) ;
- les tombes royales de la dynastie Joseon ;
- les villages historiques de Hahoe et Yangdong.

Sur le plan national, les objets et les bâtiments possédant une valeur historique et artistique exceptionnelle ont été regroupés dans la liste des trésors nationaux.

### Arts

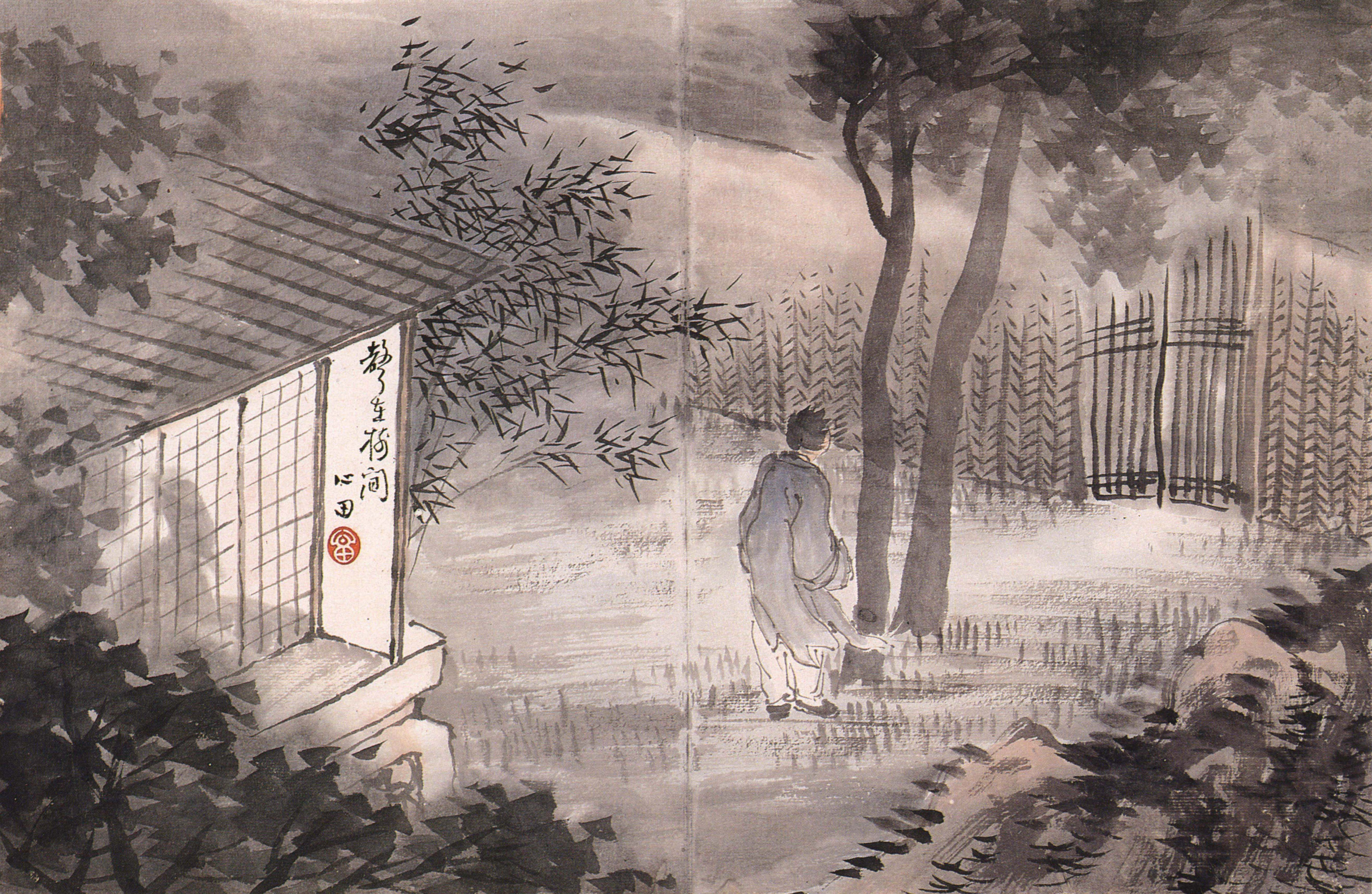
An Jung-sik (1861-1919). Hymne parmi les arbres, encre sur papier, 1910.

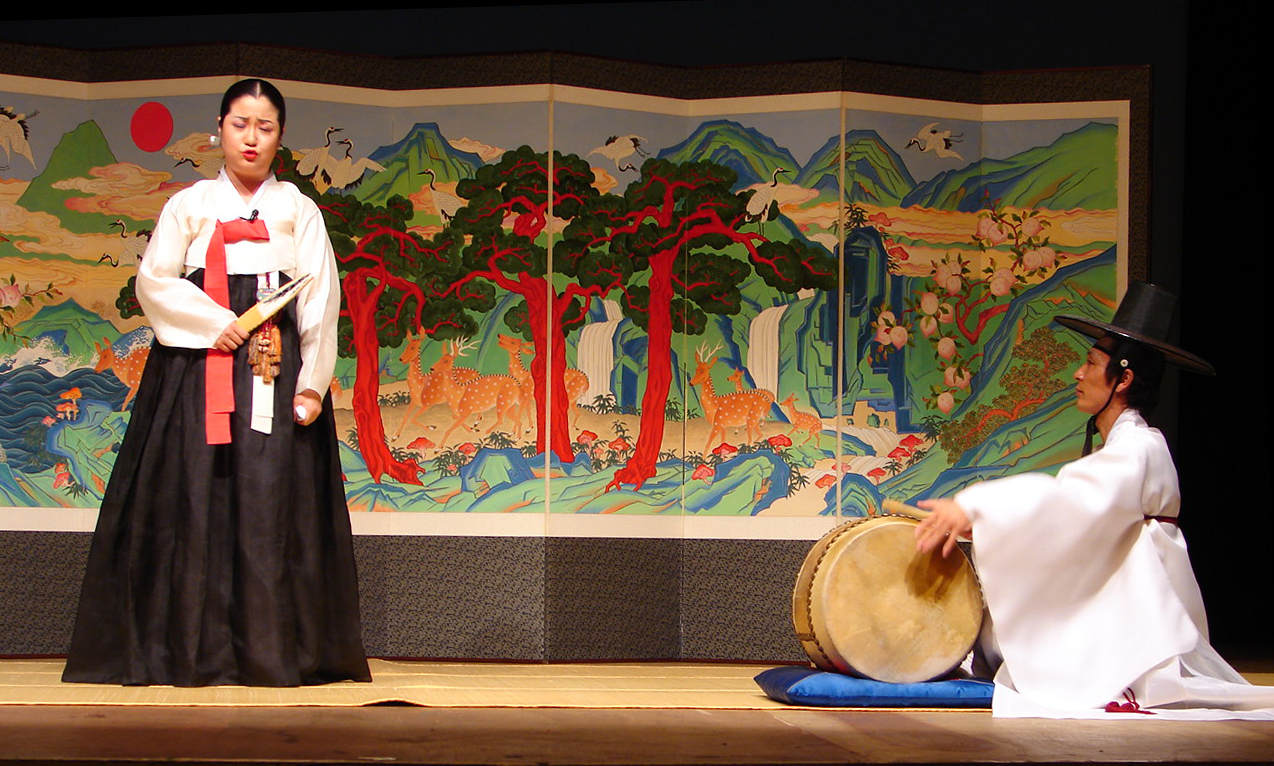
Pansori.

L'art coréen a été fortement influencé par le bouddhisme et le confucianisme, comme en témoignent les nombreuses peintures, sculptures, céramiques et arts du spectacle traditionnels. Effectivement, le bouddhisme aurait connu des temps glorieux surtout de 668 à 935. Puis sous la dynastie Koryo, cette religion influence beaucoup l'art. Malgré le fait qu'elle n'a pas pu s'encrer dans cette société, le bouddhisme est encore une grande source d'inspiration dans l'art. La poterie et la porcelaine coréennes, telles que le baekja et le buncheong de Joseon, ainsi que le céladon de Goryeo, sont bien connues dans le monde entier. La cérémonie coréenne du thé (en), le pansori, le talchum et le buchaechum sont également des arts du spectacle coréens remarquables.
L'art coréen moderne d'après-guerre a commencé à prospérer dans les années 1960 et 1970, lorsque les artistes sud-coréens se sont intéressés aux formes géométriques et aux sujets intangibles. Établir une harmonie entre l'Homme et la nature était aussi une des priorités de cette époque. En raison de l'instabilité sociale, les questions sociales sont apparues comme des sujets majeurs dans les années 1980. L'art a été influencé par divers événements et expositions internationaux en Corée, qui ont apporté plus de diversité sur le plan artistique. Le parc olympique de Séoul en 1988, la transposition de l'édition 1993 de la biennale de Whitney à Séoul, la création de la biennale de Gwangju et le Pavillon coréen à la biennale de Venise en 1995 constituent des évènements remarquables,,.

### Architecture

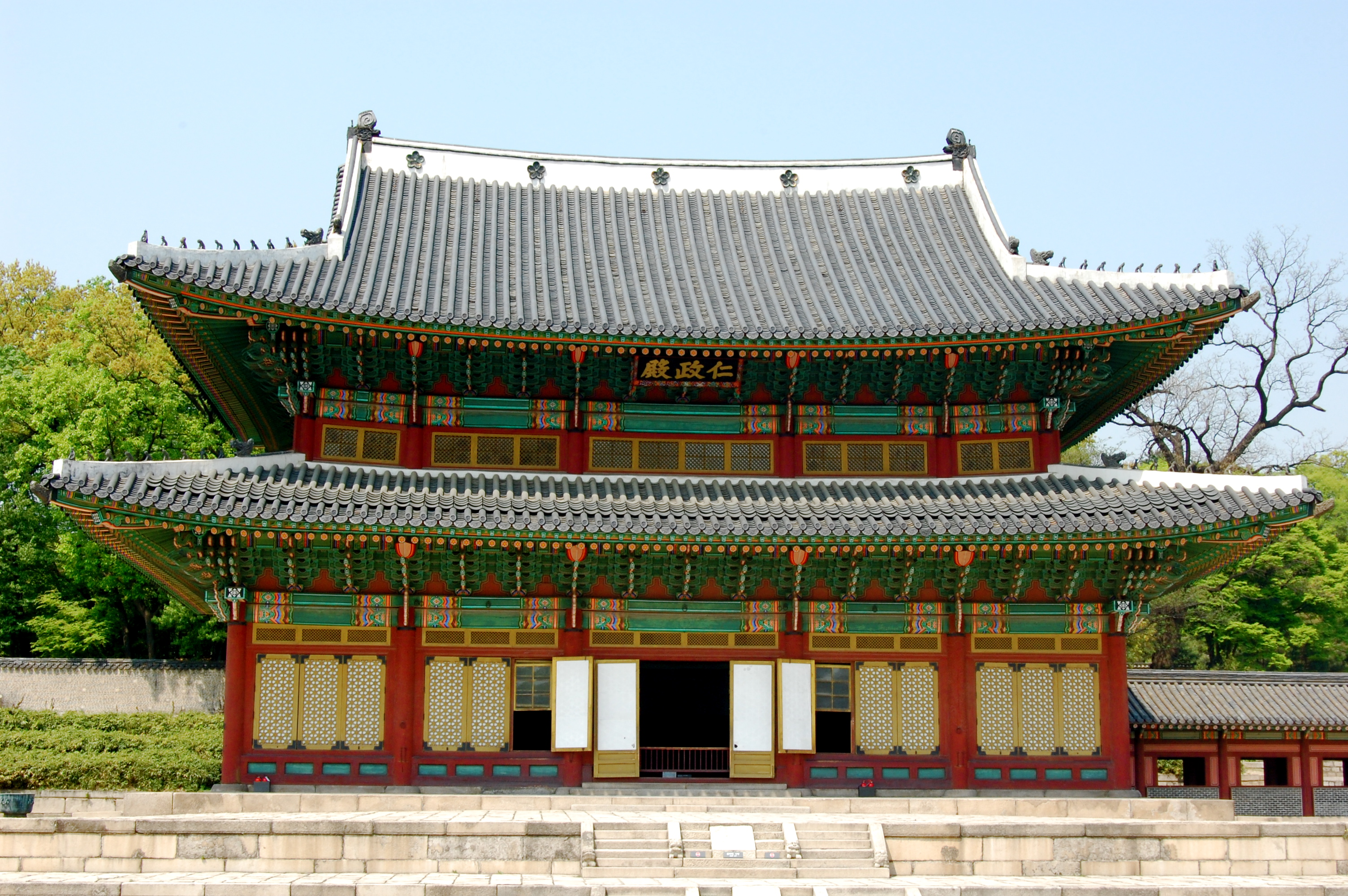
Le Hall Injeongjeon du palais de Changdeokgung, à Séoul.

L'architecture traditionnelle coréenne se caractérise par son harmonie avec la nature. Les architectes anciens ont adopté le système de supports caractérisé par des toits de chaume et des planchers chauffants appelé ondol. Les gens des classes supérieures ont construit des maisons plus grandes avec des toits de tuiles élégamment incurvés et des avant-toits relevables. L'architecture traditionnelle peut être vue dans les palais et les temples, les vieilles maisons préservées appelées hanok et les sites spéciaux comme le village folklorique de Hahoe, le village historique de Yangdong et le village folklorique coréen. L'architecture traditionnelle peut également être vue sur plusieurs sites du patrimoine mondial de l'UNESCO.
L'architecture occidentale a été introduite pour la première fois à la fin du XIXe siècle. Des églises, des bureaux de législation étrangère, des écoles et des bâtiments universitaires furent construits dans des styles nouveaux. Avec l'annexion par le Japon en 1910, le régime colonial est intervenu dans le patrimoine architectural coréen et l'architecture moderne de style japonais s'est imposée. Le sentiment anti-japonais et la guerre de Corée ont conduit à la destruction de la plupart des bâtiments construits à cette époque.

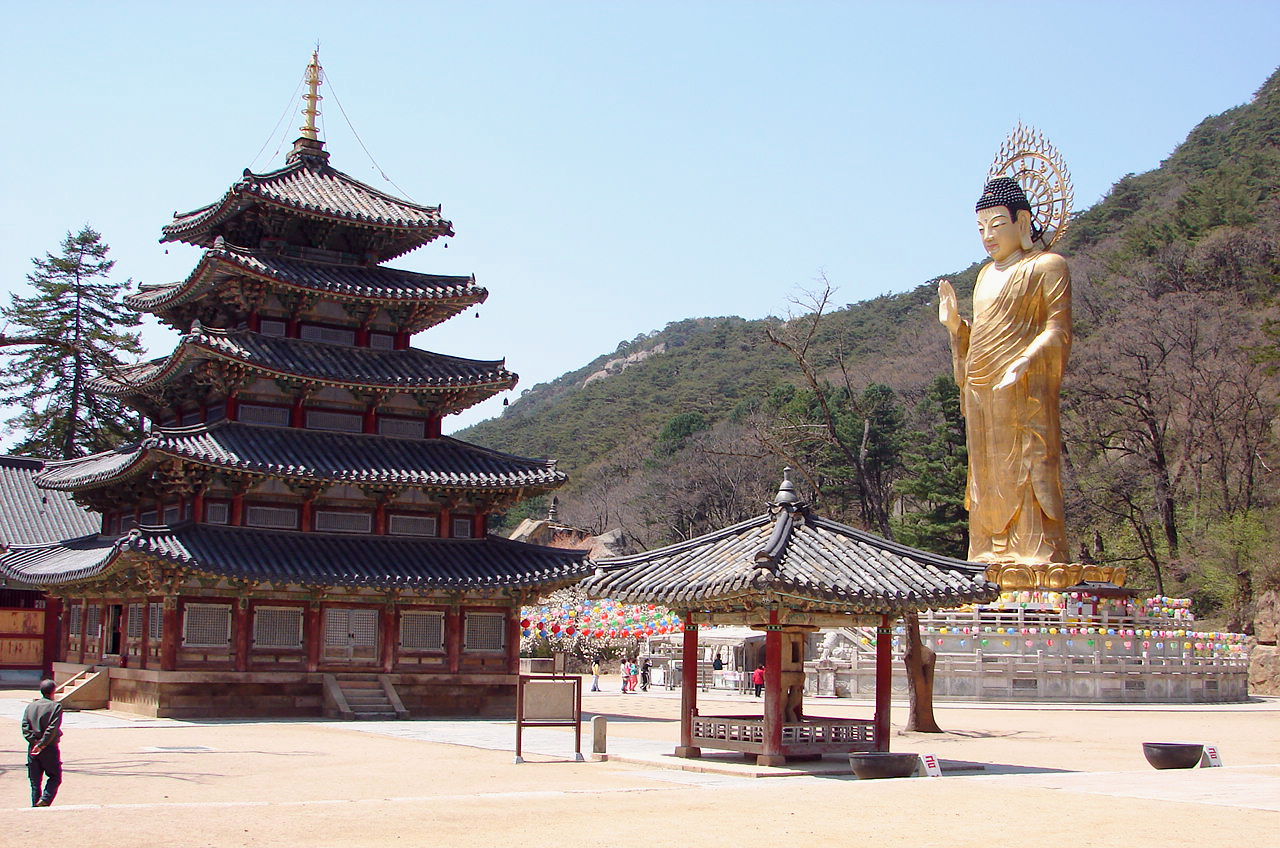
Le temple de Beopju, patrimoine mondial de l'UNESCO.

L'architecture coréenne moderne est entrée dans une nouvelle phase de développement lors de la reconstruction après la guerre de Corée, intégrant les tendances et les styles architecturaux modernes. Stimulé par la croissance économique des années 1970 et 1980, le réaménagement actif a ouvert de nouveaux horizons dans la conception architecturale. Au lendemain des Jeux olympiques de Séoul de 1988, la Corée du Sud a connu une grande diversité de styles dans son paysage architectural avec l'ouverture du marché aux architectes étrangers. Les efforts architecturaux contemporains ont tenté d'équilibrer la philosophie traditionnelle de « l'harmonie avec la nature » et l'urbanisation rapide que le pays a traversée ces dernières années.
En raison de l'histoire tumultueuse de la Corée, la construction et la destruction se sont répétées sans cesse, ce qui a donné lieu à un mélange intéressant de styles et de conceptions architecturales.

### Cuisine

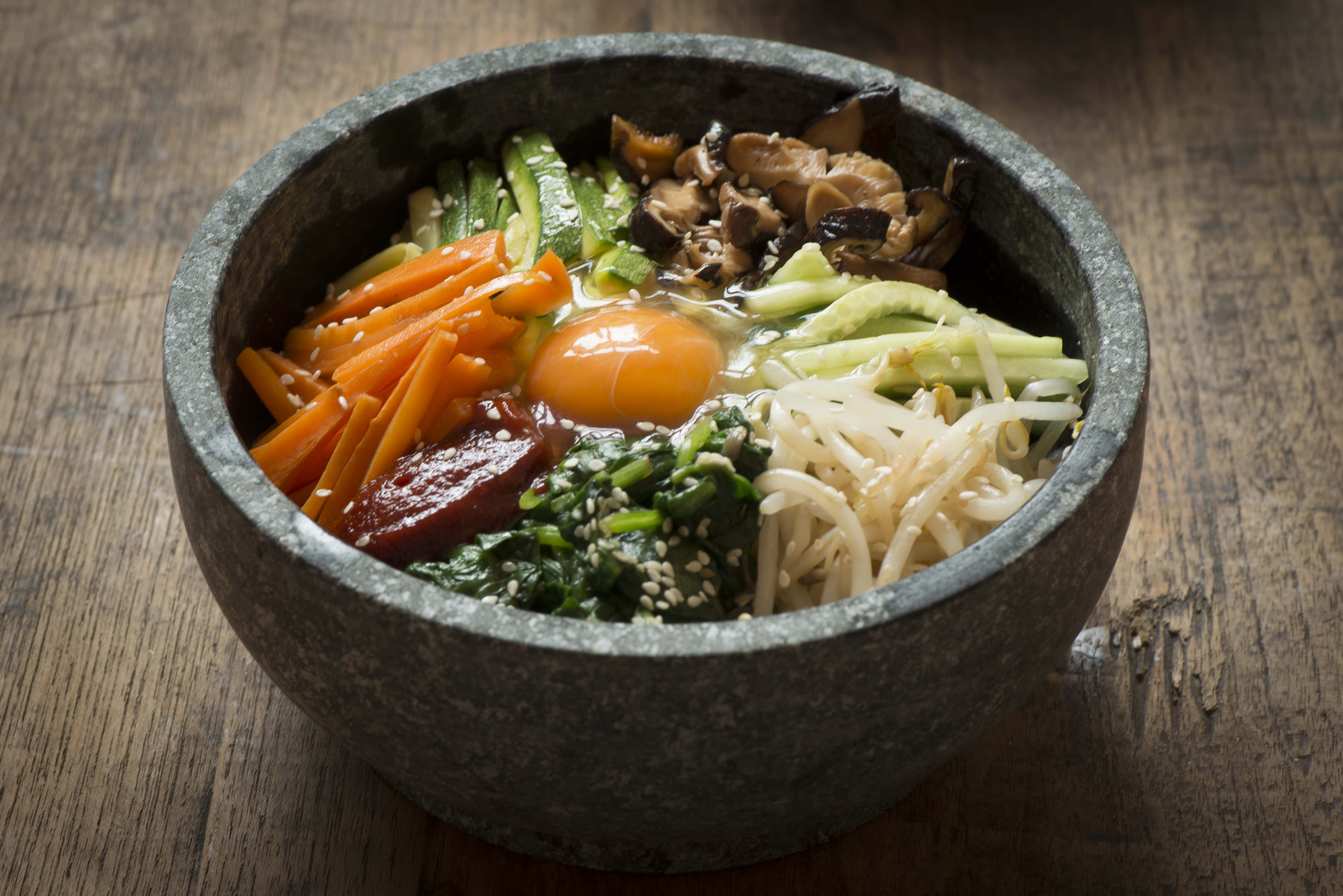
Bibimbap.

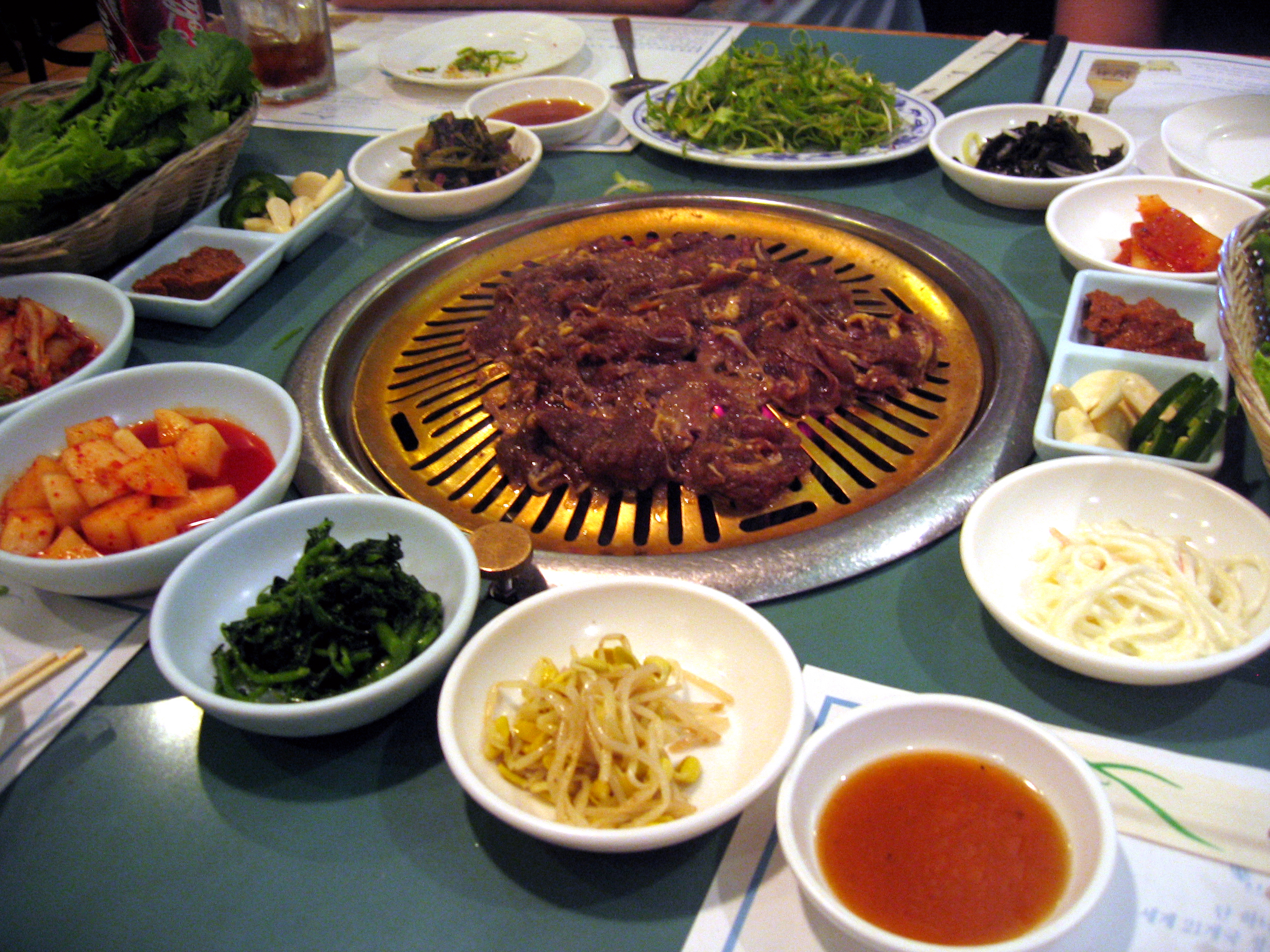
Bulgogi accompagné de légumes et de banchan.

La cuisine coréenne, hanguk yori (한국요리; 韓國料理), ou hansik (한식; 韓食), a évolué à travers des siècles de changements sociaux et politiques. Les ingrédients et les plats varient selon la province. Il existe de nombreux plats régionaux importants qui ont proliféré sous différentes variantes à travers le pays de nos jours. La cuisine de la cour royale coréenne (en) rassemblait autrefois toutes les spécialités régionales uniques pour la famille royale. Les repas consommés à la fois par la famille royale et par les citoyens ordinaires ont été réglementés par une culture unique de l'étiquette.
La cuisine coréenne est en grande partie basée sur le riz, les nouilles, le tofu, les légumes, le poisson et les viandes. Les plats traditionnels se distinguent par le nombre de plats d'accompagnement, banchan (반찬), qui accompagnent le riz à grains courts cuit à la vapeur. Chaque repas est accompagné de nombreux banchan. Le kimchi (김치), un plat de légumes fermentés généralement épicés, est couramment servi à chaque repas et est l'un des plats les plus connus. La cuisine coréenne implique généralement un assaisonnement intense avec de l'huile de sésame, du doenjang (된장, un type de pâte de soja fermentée), de la sauce soja, du sel, de l'ail, du gingembre et du gochujang (고추장, une pâte de piment). D'autres plats bien connus sont le bulgogi (불고기), du bœuf mariné grillé ; gimbap (김밥); et le tteokbokki (떡볶이), une collation épicée composée d'un gâteau de riz assaisonné de gochujang ou d'une pâte de piment épicée.
Les soupes font également partie intégrante d'un repas et sont servies dans le cadre du plat principal plutôt qu'au début ou à la fin du repas. Les soupes connues sous le nom de guk (국) sont souvent préparées avec de la viande, des crustacés et des légumes. Semblable au guk, le tang (탕; 湯) contient moins d'eau et est plus souvent servi dans les restaurants. Un autre type est le jjigae (찌개), un ragoût généralement fortement assaisonné de piment et servi bouillant.
Les boissons alcoolisées coréennes populaires comprennent le Soju, le Makgeolli et le Bokbunja ju. La Corée est le seul pays de la sphère culturelle chinoise à utiliser des baguettes métalliques. Des baguettes en métal ont été découvertes sur les sites archéologiques de Koguryo.

### Sport

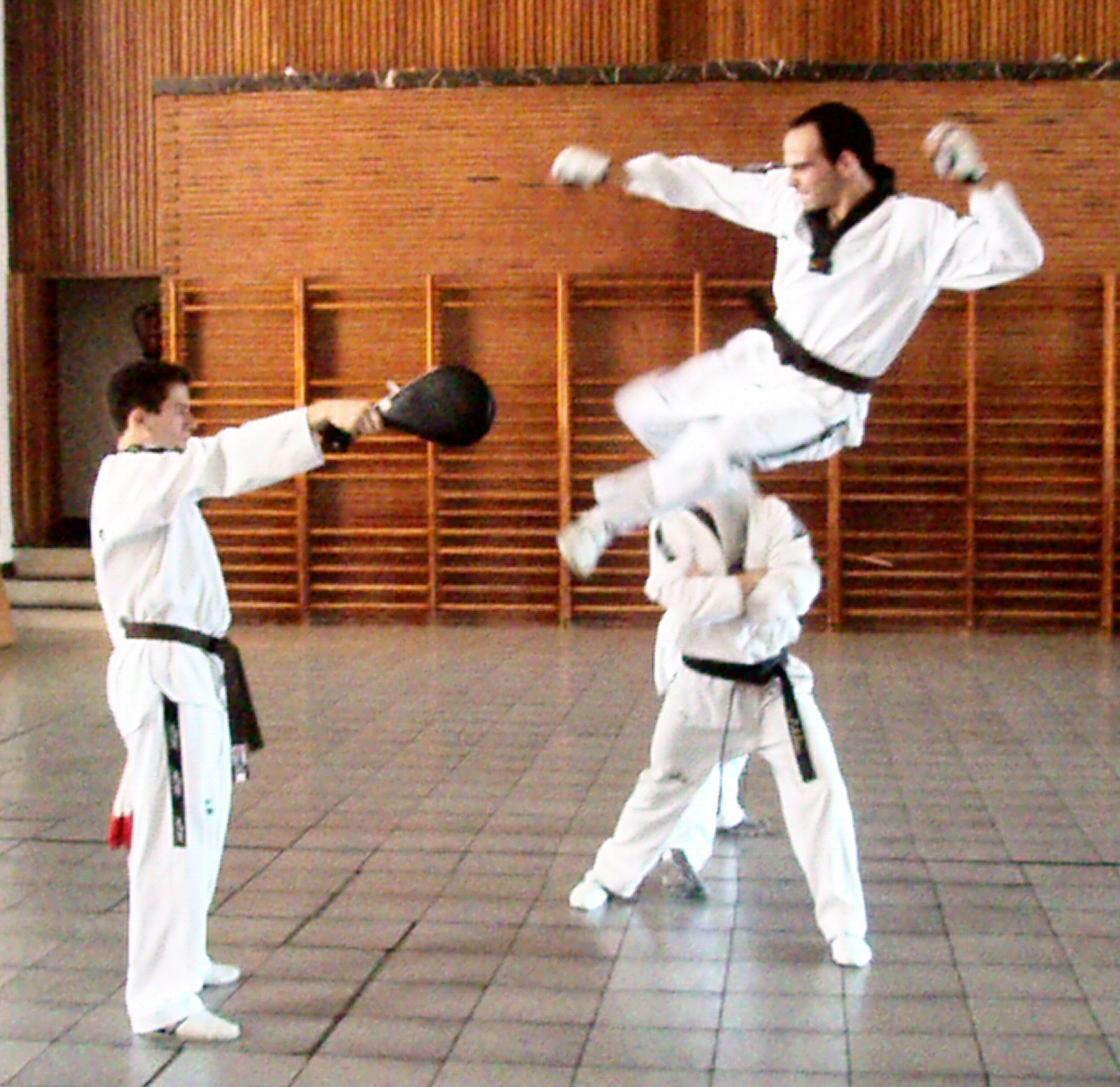
Taekwondo.

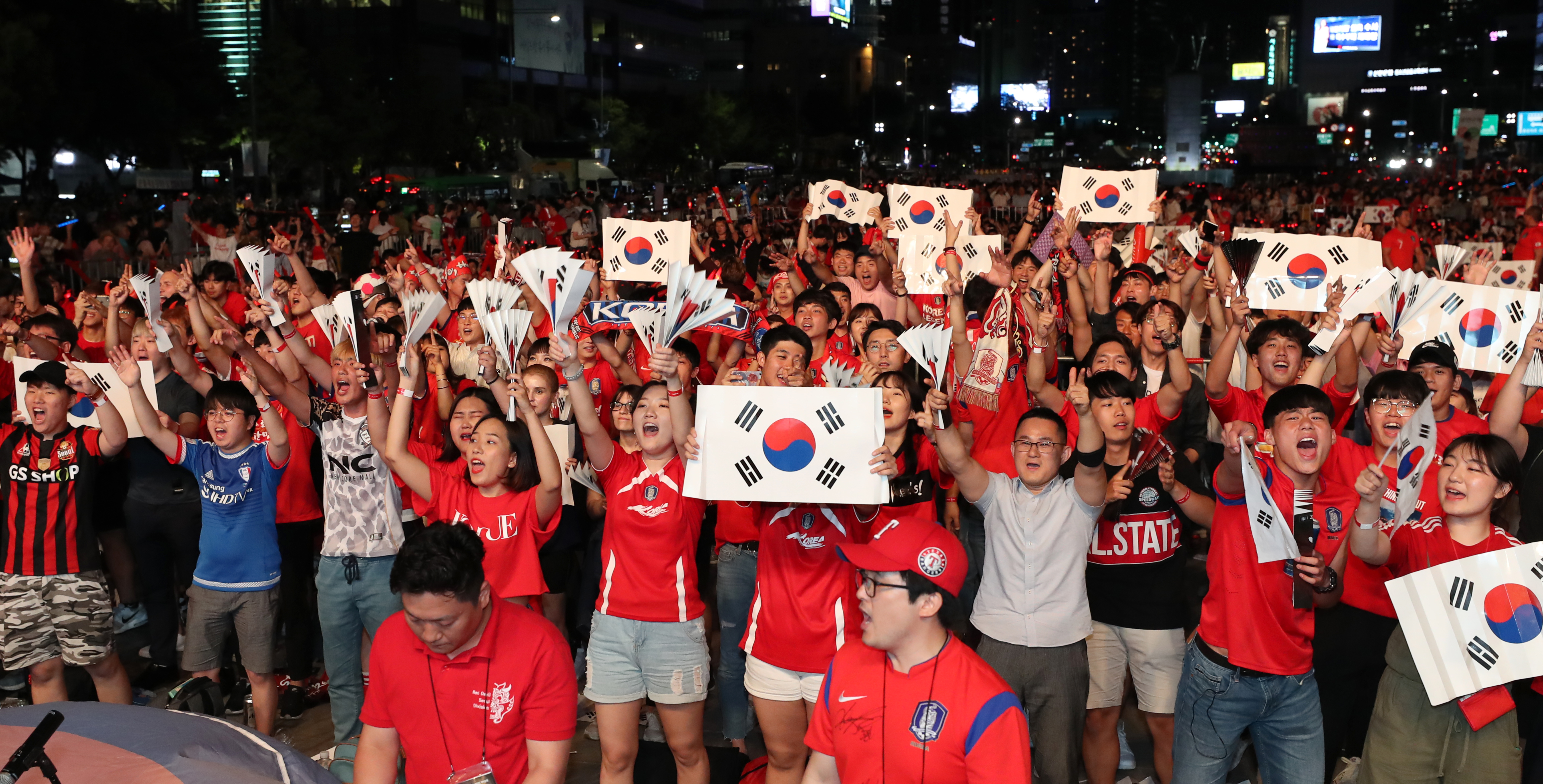
Les Diables rouges, supporters officiels de l'équipe de Corée du Sud de football, lors de la coupe du monde 2018.

Les Jeux olympiques d'été de 1988 ont été organisés à Séoul et les Jeux olympiques d'hiver de 2018 sont organisés à Pyeongchang.
Le baseball a été introduit en 1905, et en 1982 l’Organisation coréenne de baseball a été formée. L’équipe nationale a gagné la petite finale de la Classique mondiale de baseball en 2004.
Le handball a obtenu de très bons résultats à l'échelle internationale, en particulier l'équipe nationale féminine qui est double championne olympique (1988 et 1992), une fois championne du monde (1995) et onze fois championne d'Asie. De plus, trois Sud-Coréens ont été élus meilleur handballeur de l'année, les joueuses Kim Hyun-mee et Lim O-kyeong, puis le joueur Yoon Kyung-shin qui a également été élu sportif sud-coréen du XXe siècle.
La Corée du Sud, associée au Japon, a accueilli la coupe du monde de football 2002 ; au cours de cette compétition, les résultats de l’équipe nationale ont entraîné un engouement sans précédent de la population pour le football. En effet, la Corée du Sud a atteint la demi-finale en battant la Pologne, le Portugal, l’Italie et l’Espagne, avant d’être éliminée par l’Allemagne. Elle est éliminée au premier tour lors de la coupe du monde 2006 et en huitième de finale lors de la coupe du monde 2010. La Corée du Sud accueille également les Jeux asiatiques de 2002. Elle remporte 260 médailles lors de cette compétition.
Lors des cérémonies d’ouverture des Jeux olympiques de 2000, 2004 et 2006, les deux Corée ont défilé ensemble sans toutefois concourir sous un même drapeau lors des épreuves. Elles ne sont plus parvenues à se mettre d'accord depuis 2008.
La Corée du Sud est également connue pour la patineuse Kim Yuna, championne du monde en 2009 et championne olympique aux Jeux olympiques de Vancouver en 2010.
Parmi les sportifs sud-coréens célèbres, il y a : Son Heung-min, Park Tae-hwan, Lee Yong-dae, Shin A-lam, Kim Yuna, Park Ji-sung…
En Formule 1, le circuit international de Yeongam a été construit dans la banlieue de Mokpo pour accueillir le Grand prix de Corée du Sud de 2010 à 2013.
Parmi les sports les plus importants du pays, il y a aussi le taekwondo et le sport électronique, ce dernier étant le deuxième sport le plus regardé, après le baseball.
Lors des Jeux olympiques d'été de 2012, la Corée du Sud finit à la 5e place au classement des médailles.
En tir à l'arc, la Corée du Sud est la nation dominante aux Jeux Olympiques, elle détient le record du nombre de médailles gagnées pour un pays depuis 1972 avec 39 médailles, dont la plupart sont en or.

### Loisirs
L’accès des Sud-Coréens à la société de consommation s’est traduit par une diversification des loisirs : alors que les promenades dans les parcs restent un des passe-temps favoris en fin de semaine, les jeunes Sud-Coréens apprécient les sorties au café ou au cinéma, tandis que le taux d’accès à Internet compte parmi les plus élevés au monde.
Outre la pratique des sports coréens traditionnels (comme le tir à l’arc ou le taekwondo), le football et le baseball sont particulièrement populaires.
Une autre passion est la pratique des jeux vidéo. On trouve en Corée du Sud de véritables compétitions très médiatisées, notamment de StarCraft 2: Wings of Liberty. En effet, des chaînes de télévisions retransmettent les événements, qui sont parfois entrecoupés par des concerts de K-pop. On trouve également beaucoup d'adeptes de MMO en particulier pour jouer à des jeux tels que Aion dans les PC-bangs.
La Corée du Sud est aussi connue pour avoir de nombreux joueurs professionnels de Go comme Lee Sedol. C'est un loisir en plein essor et les joueurs coréens occupent le devant de la scène internationale.
La Corée du Sud est le premier marché au monde pour les produits cosmétiques masculins.

### Éducation
Le système scolaire coréen est semblable à celui du Japon. En effet, il est divisé en 5 niveaux : école maternelle, école primaire, collège, lycée et université. Les enfants sont scolarisés à partir de l'âge de 6 ans.
Selon CIA World Factbook, le taux d'alphabétisation des personnes âgées de plus de 15 ans en Corée du Sud est 97,9 % en 2012 (soit 99,2 % pour les hommes et 96,6 % pour les femmes).
Depuis la partition de la Corée, l'anticommunisme tient une place importante dans l’enseignement moral et civique.

### Immigration
L'immigration en Corée du Sud est faible en raison des politiques d'immigration restrictives résultant de la forte opposition des Coréens aux immigrants. Cependant, ces dernières années, avec l'assouplissement de la loi, l'afflux d'immigrants en Corée du Sud a augmenté, les résidents étrangers représentant 4,9 % de la population totale en 2022 (2 245 912 résidents étrangers). Cependant, beaucoup d'entre eux sont des Coréens ethniques ayant une citoyenneté étrangère. De nombreux résidents de Chine, des États post-soviétiques, des États-Unis et du Japon sont en fait des Coréens ethniques rapatriés qui peuvent répondre aux critères d'acquisition accélérée de la citoyenneté sud-coréenne. Par exemple, les migrants en provenance de Chine (RPC) représentent 56,5 % des ressortissants étrangers, mais environ 70 % d'entre-eux sont des Joseonjok (조선족), des citoyens chinois de nationalité coréenne. Sur l'ensemble des ressortissants étrangers, 557 057 étaient des résidents de courte durée avec des contrats de travail à durée déterminée.

### Problèmes sociétaux
Parmi les États industrialisés membres de l'OCDE, la Corée du Sud est le pays où le taux de suicides (28,1 suicides pour 100 000 personnes en 2018) est le plus élevé : le suicide est la première cause de décès entre 20 et 40 ans. En quatre ans (2018-2022), le taux de suicide dans le pays a connu une hausse de 32 %, particulièrement chez les jeunes femmes. La société sud-coréenne est décrite comme «:hyper-compétitive où les pressions et le stress sont constants », expliquant en partie le taux de suicide très élevé du pays.
L'adultère est dépénalisé par la Cour constitutionnelle en 2015. Depuis 1953, près de 100 000 personnes ont été condamnées à des peines de prison pour cette raison. La Corée du Sud est l'un des rares pays industrialisés à interdire l'avortement. Toutefois, la Cour Constitutionnelle demande en 2018 une modification de la législation. Actuellement, les femmes qui se font avorter sont passibles d'un an d'emprisonnement et d'une amende.[Quand ?] Les médecins encourent deux ans d'emprisonnement.
Les enfants et adolescents sans-abri seraient environ 250 000 dans toute la Corée du Sud. Les loyers représentent 50 % des salaires des Sud-Coréens, mais de nombreuses maisons sont « si petites que même avec seulement un ou deux résidents, elles sont déjà surpeuplées », selon le rapporteur spécial des Nations unies sur le logement.
Les Sud-Coréens et plus particulièrement les jeunes générations semblent peu confiants en l'avenir. Selon un sondage réalisé en 2019, 72 % des hommes et 79 % des femmes âgés de 19 à 34 ans souhaitent émigrer, 8 personnes sur 10 âgés de 19 à 34 ans voient la situation actuelle du pays comme un « enfer », tandis que le chiffre est plus bas chez les personnes plus âgées de 35 à 59 ans, avec 6,5 personnes sur 10 voyant la situation actuelle du pays comme un « enfer ». L'analyse a été faite à partir de 5000 Sud-Coréens,. Depuis les années 2000, les jeunes Sud-Coréens ont le sentiment que les inégalités de conditions sont devenus trop fortes, que les classes moyennes et supérieures ont monopolisé les bonnes universités les bonnes écoles et l'accès aux bonnes œuvres. Dans une enquête publiée par The Hankyoreh, 85 % des jeunes étaient d'accord avec l'affirmation suivante : « Les gens nés pauvres ne pourront jamais rivaliser avec ceux qui sont nés riches ».
La Corée du Sud compte plus de 350 000 résidents étrangers en situation irrégulière en 2019. Quand les autorités arrêtent des étrangers en situation irrégulière, elles emprisonnent avec eux leurs enfants, même si ceux-ci sont en bas âge. Cette pratique est dénoncée par les ONG de défense des droits de l’homme, mais jusqu'à présent sans succès. L’ONG World Vision Korea rappelle que la Corée du Sud viole les conventions internationales sur les droits de l’enfant qu’elle a pourtant signées.
La Corée du Sud importe une partie de sa main d’œuvre de l’étranger, en général d'Asie du Sud-Est. Mais elle reste méfiante et plutôt xénophobe à l'égard de ces derniers. Ces ouvriers migrants occupent souvent des emplois mal payés et dangereux, souffrent souvent de mauvaises conditions de travail et d'employeurs abusifs. Ils ne peuvent changer d’emploi sans l’autorisation de leur patron. Les accidents du travail sont nombreux, de même que les descentes de police, arrestations et expulsions lorsque leur visas arrivent à leur terme.

#### Influence de la culture militaire sur la société à l'époque contemporaine
Dans la période contemporaine, les éléments culturels militaires ont une grande influence sur le secteur civil sud-coréen. Parce que Park Chung-hee, qui a servi dans l'armée du Mandchoukouo, un État fantoche de l'empire du Japon, a transplanté les mauvaises habitudes et la culture militaire de l'armée japonaise dans la société sud-coréenne, et de nombreux vestiges en subsistent même après la démocratisation en 1987.
Les vestiges des éléments culturels militaires et des mauvaises habitudes de la dictature militaire qui subsistent encore aujourd'hui sont :
- Hiérarchie d'âge — En Corée du Sud, aussi petite que soit la différence d'âge, si l'année de naissance n'est pas la même, la hiérarchie est déterminée comme suit : Hyeong (형), Oppa (오빠) (tous deux signifiant « frère aîné »), Nuna (누나) , Eonni (언니) (tous deux signifiant « sœur aînée »), Dongsaeng (동생, signifiant « frère/sœur cadette »), et ils ne sont pas considérés comme des amis communs. Jusqu'à la Période Joseon, contrairement à aujourd'hui dans la péninsule coréenne, l'âge n'était pas considéré comme un critère sévère, c'était donc une culture consistant à se faire des amis avec un petit écart d'âge. C'est pourquoi la hiérarchie des âges en Corée du Sud est un vestige de l'époque de la dictature militaire sud-coréenne. Par conséquent, contrairement à d'autres pays (sauf la Corée du Nord), il est courant en Corée du Sud de demander fréquemment aux gens leur âge[146],[147],[148].

- Écoles, universités et culture du travail — En Corée du Sud, la culture militaire a un impact sur la vie sociale, notamment dans les écoles, les universités et les lieux de travail. A titre d'exemple représentatif, dans les écoles, il y a une chose où les étudiants sont invités à former une ligne de style militaire[Quoi ?][149]. Lorsqu'on vit en société, il y a des patrons qui imposent un langage militare au travail. En fait, l'armée sud-coréenne a déjà aboli ce langage militaire[150].